# Отин, Евгений Степанович
Евгений Степанович Отин (13 апреля 1932, Днепропетровск — 14 января 2015, Донецк) — советский, украинский и донецкий русист, специалист в области ономастики, топонимии и гидронимии русского языка, создатель Донецкой ономастической школы. Доктор филологических наук (с 1974 года), профессор, академик. Декан филологического факультета ДонНУ (c 1986 по 2013). Заслуженный деятель науки и техники Украины (с 1992 года).
В ходе вооруженного конфликта на востоке Украины Отин отказался от эвакуации в Винницу в составе ДонНУ и принял решение остаться в ДНР.
Автор более 300 научных трудов.

## Биография
В 1954 году окончил историко-филологический факультет Днепропетровского университета.
В 1954—1956 преподавал русский язык и литературу в средней школе: на целинных землях Северного Казахстана и в г. Мариуполе.
Окончил аспирантуру Московского областного педагогического института имени Н. К. Крупской.
С 1962 года стал работать в Донецком педагогическом институте, который в 1965 был преобразован в Донецкий университет. Здесь Е. С. Отин прошёл путь от ассистента кафедры русского языка до профессора.
В 1963 году в Днепропетровском университете защитил кандидатскую диссертацию по историческому синтаксису русского языка,
В 1974 году защитил докторскую диссертацию по гидронимии юго-восточной Украины в специализированном совете при Отделении общественных наук Академии наук Украины.
С 1977 года заведовал кафедрой общего языкознания и истории языка, с 1986 — декан филологического факультета ДонГУ.
Кроме того:
- ответственный редактор журналов «Вестник Донецкого национального университета. Серия Б. Гуманитарные науки» и ежегодника «Восточноукраинский лингвистический сборник»,
- председатель специализированного совета по защите диссертаций по филологическим наукам в Донецком национальном университете,
- член того же спецсовета в Днепропетровском национальном университете,
- член Украинского комитета славистов.

В 2005 году подписал коллективное письмо в защиту русского языка на Украине. 
В 2014 году ходе вооруженного конфликта на востоке Украины Отин отказался от эвакуации в Винницу в составе ДонНУ и принял решение остаться в ДНР. 
Умер в 2015 году в Донецке.

## Признание
- Е. С. Отин избран академиком Петровской академии наук и искусств (г. Санкт-Петербург, 1999)
- Заслуженный профессор Донецкого национального университета (2001).
- Награждён медалью «За заслуги в области образования и педагогической науки» А. С. Макаренко и почётным знаком «Отличник народного образования».
- Награда Международной ассоциации преподавателей русского языка и литературы (2010)[3].
- Медаль А. С. Пушкина «За большие заслуги в распространении русского языка» Международной ассоциации преподавателей русского языка и литературы (2010)[4][5].
- Международный биографический центр Кембриджа (Великобритания), известный своими словарями «Who is Who» (Кто есть Кто?) присвоил Е. С. Отину звание «Человек года» (1992, 1998). Его биография неоднократно была напечатана в этом международном справочнике.

## Научная школа
Профессор Е. С. Отин возглавлял в Донецке широко известную на Украине и за рубежом ономастическую школу, которая исследует происхождение, историю и функционирование в русском и украинском языках собственных имён (онимов) различных классов.
Главные отрасли и направления его научной деятельности: история русского и украинского языков, этимология, топонимия России и Украины, словарь коннотативной онимной лексики, историко-этимологический словарь жаргонных слов и выражений русского языка, составление лингвистических каталогов гидронимов Северного Приазовья и бассейна р. Дон, теоретические проблемы ономастики.
Им изучено происхождение многих топонимов, принадлежащих территории Левобережной Украины и южной России, составлено полное собрание названий рек Северного Приазовья, а также историко-этимологический словарь урумских и румейских топонимов приазовских греков.
Профессор Е. С. Отин принимал активное участие в подготовке через аспирантуру и докторантуру специалистов высшей квалификации по специальностям «Общее языкознание», «Русский язык», «Украинский язык», «Сравнительно-историческое языкознание», «Германские языки», «Романские языки». Им подготовлено более 40 кандидатов и три доктора филологических наук.
В настоящее время (2015) готовятся к изданию сборник научных статей памяти Е. С. Отина «Реквием филологический» и шеститомное собрание избранных сочинений выдающегося основателя Донецкой ономастической школы.

## Память
- Кафедра общего языкознания и истории языка имени Е. С. Отина Донецкого государственного университета.
- Восточноукраинский лингвистический сборник имени Е. С. Отина.
- V Международные очно-заочные ономастические чтения памяти Е. С. Отина (25—26 октября 2019 года, Донецк) — Наследуют традиции учреждённых Е. С. Отиным Святогорских ономастических чтений (2006—2013 гг.)[8].

## Научные труды

### Основные работы
- Каталог рек Северного Приазовья. (К., 1974—1975),
- Отин Е. С. Гидронимы Восточной Украины (на укр. яз.) = Гідроніми Східної України / Е. С. Отин. — Киев; Донецк: Вища шк., 1977. — 156 с. — 1000 экз. (обл.)
- Словарь гидронимов Украины. (в соавторстве; К., 1979)
- Русская ономастика и ономастика России : Словарь / Под ред. О. Н. Трубачёва; Вступ. ст. Е. С. Отина. — М.: Школа-пресс, 1994. — 288 с. — (Русская энциклопедия. РЭ). — ISBN 5-88527-066-X.
- Отин Е. С. Избранные работы / М-во образования Украины, Донецкий гос. ун-т. — Донецк: Донеччина, 1997. — 472 с.
  - Рецензия: Добродомов И. Г. (Москва). Е. С. Отин. Избранные работы // Вопросы языкознания. 2000. № 1.
- Отин Е. С. Избранные труды по языкознанию. II / Донецкий гос. ун-т. — Донецк: Донеччина, 1999. — 400 с. — 500 экз. — ISBN 666-7277-43-7.
- Отин Е. С. Топонимия Приазовских греков: Историко-этимологический словарь географических названий. — Донецк, 2000.
  - Отин Е. С. Топонимия Приазовских греков: Историко-этимологический словарь географических названий. — 2-е изд., испр. и доп. — Донецк: Юго-Восток Лтд, 2002. — 208 с. — ISBN 966-639-088-4.
- Отин Е. С. Словарь коннотативных собственных имён. — Донецк, 2004. (2-е изд. — М., 2006)
- Отин Е. С. Труды по языкознанию / Е. С. Отин. — Донецк: Юго-Восток Лтд, 2005. — 480 с. — ISBN 966-374-023-X.
- Отин Е. С. «Все менты — мои кенты …»: Как образуются жаргонные слова и выражения / Е. С. Отин. — М.: Элпис, 2006. — 384 с. — (Филологические словари русского языка). — 1000 экз. — ISBN 5-902872-11-1. (в пер.)
- Отин Е. С. Словарь коннотативных собственных имён / Е. С. Отин. — 2-е изд. — М.: А ТЕМП, 2006. — 440 с. — (Филологические словари русского языка). — 1500 экз. — ISBN 5-9900358-3-7. (в пер.)
- Гидронимия верховьев Дона // Логос ономастики, № 2, 2008. С. 63-75. (Пробный фрагмент первой части каталога названий всех водных объектов бассейна реки Дон — от его истоков до устья его правого притока р. Таболы)
- Отин Е. С. Гидронимия Дона: монография в 2-х т.: Т. 1: Верхний и Средний Дон / Е. С. Отин; Рецензенты: Ю. А. Карпенко, Г. Ф. Ковалёв; М-во образования и науки, молодежи и спорта Украины, Донецкий нац. ун-т. — Донецк: Юго-Восток, 2011. — 576, [2] с. — 200 экз. — ISBN 978-966-374-619-7, ISBN 978-966-374-620-3. (в пер.)
- Отин Е. С. Гидронимия Дона: монография в 2-х т.: Т. 2: Нижний Дон / Е. С. Отин; Рецензенты: Ю. А. Карпенко, Г. Ф. Ковалёв; М-во образования и науки, молодежи и спорта Украины, Донецкий нац. ун-т. — Донецк: Юго-Восток, 2012. — 792 с. — 200 экз. — ISBN 978-966-374-619-7, ISBN 978-966-374-672-2. (в пер.)
  - Супрун В. И. (Волгоград). Донская гидронимия в полном объеме (рецензия на книгу: Отин Е.С. Гидронимия Дона: моногр.: в 2 т. Донецк: Юго-Восток, 2011, 2012. Т. 1: Верхний и Средний Дон. 575 с. Т. 2: Нижний Дон. 792 с.) // Известия ВГПУ. С. 161-164.
  - Селимски Л. П. (Катовице, Польша). Рецензия на кн.: Отин Е. С. Гидронимия Дона. Том 1. Верхний и Средний Дон. – Донецк: Юго-Восток, 2011. – 574 с.; Том 2. Нижний Дон. – Донецк: Юго-Восток, 2012. – 792 с. // Восточноукраинский лингвистический сборник. Вып. 15 / Редколлегия: Е. С. Отин (отв.ред) и др. – К.: Издательский дом Дмитрия Бураго, 2014. – 360 с. : ил.
- Отин Е. С. Гидронимия Северного Приазовья / Е. С. Отин; Донецкий национальный университет. — Донецк: Юго-Восток, 2012. — 180 с. — ISBN 978-966-374-725-5.
- Отин Е. С. Топонимия Донетчины / Е. С. Отин; Донецкий национальный университет. — Донецк: Юго-Восток, 2013. — 118 с. — 100 экз. — ISBN 978-966-374-771-2. (в пер.)
- Отин Е. С. Происхождение географических названий Донбасса / Е. С. Отин; Донецкий национальный университет. — Донецк: Юго-Восток, 2014. — 200 с.
- Отин Е. С. Словарь русского языка X–XVIII веков / Е. С. Отин; Донецкий национальный университет. — Донецк: Юго-Восток, 2014. — 436 с. (в пер.)
- Отин Е. С. Частотный словарь «Жития» протопопа Аввакума / Е. С. Отин. – Киев: Издательский дом Дмитрия Бураго, 2014. – 204 с.

### Список работ (с краткой аннотацией)

#### 1960-е годы
1960
- 1. Из истории частиц // Ученые записки Сталинского государственного педагогического института. — Сталино (Донецк), 1960. — Вып. 8. — С. 226—246. — (Филологическая серия); Избранные труды по языкознанию. II — Донецк, 1999. — С. 261—280; Труды по языкознанию. — Донецк, 2005. — С. 391—410. (Рассматривается происхождение двух частиц — дескать и мол, указывающих на передачу чужой речи).

1962
- 2. Из истории средств модальной оценки чужих высказываний // Ученые записки Донецкого государственного педагогического института. — Донецк, 1962. — Вып. 11. — С. 44-52; Труды по языкознанию. — Донецк, 2005. — С. 456—465. (Описаны модальные оттенки частицы де в памятниках древнерусского и старорусского языка).

1963
- 3. Модальные отношения в конструкциях чужой речи и средства их выражения в русском языке ХІІІ — XVII вв.: Дис… канд. филол. наук. — М., 1962. — 380 с. (Устанавливаются типы модальных отношений в конструкциях чужой речи; выявляются средства их выражения в русском языке XIII—XVII вв.).
- 4. Модальные отношения в конструкциях чужой речи и средства их выражения в русском языке ХІІІ — XVII вв.: Автореф. дис… канд. филол. наук. — Донецк, 1963. — 28 с. (Реферируется содержание соответствующей диссертационной работы).

1965
- 5. Историческая гидронимия Северного Приазовья // ІІІ республіканська ономастична (гідронімічна) конференція. — К., 1965. — С. 64-68. (Этимология гидронима Кальмиус и других речных названий).
- 6. Происхождение названия реки Кальмиус // І-я областная научно-техническая конференция молодых ученых: Тез. докл. (Педагогическая секция). — Донецк, 1965. — С. 12-14. (Выдвигается гипотеза о гибридном (славяно-тюркском) характере гидронима Кальмиус).

1966
- 7. О субъективных формах передачи чужой речи // Русский язык в школе. — 1966. — № 1. — С.51-58; Труды по языкознанию. — Донецк, 2005. — С. 466—478. (О модальной окраске говорящим при помощи частиц пересказанной чужой речи).
- 8. Псевдосуффикс -ка в топонимии Крыма и Северного Приазовья // К новым высотам советской науки: Тез. и сообщ. науч. конф. ДонГУ. — Донецк, 1966. — С. 161—164. (Образование исхода топонимов -ка тюркского происхождения как результат их морфологической адаптации в славянской речи).

1967
- 9. Из исторической гидронимии Северного Приазовья // Тезисы докладов и сообщений научной конференции преподавателей гуманитарных факультетов Донецкого государственного университета. — Харьков, С.102-103. (Рассматриваются гидронимы Северного Приазовья).
- 10. К этимологии названий некоторых рек «анимального» происхождения // Повідомлення Української ономастичної комісії. — К., 1967. — Вип. 2. — С. 13-27; Труды по языкознанию. — Донецк, 2005. — С. 256—267. (О потамонимах Волчья (Волчьи Воды) и Конь).
- 11. О работе ономастической группы при кафедре общего и славянского языкознания Донецкого университета // Повідомлення Української ономастичної комісії. — К., 1967. — Вип. 3. — С. 46-49. (О тематике и направлениях ономастической работы преподавателей, аспирантов и студентов).
- 12. Про деякі явища в топонімії Донбасу радянської доби // Питання літературознавства та мовознавства: Тези доп. та повідом. респуб. наук. конф. (трав. 1967). — Х., 1967. — С. 143—145. (О лексико-семантических разрядах сельских эргонимов (названий коллективных хозяйств) 20-60-х гг. прошлого века).

1968
- 13. Будь(те) здоров(ы) и здравствуй(те) // Русский язык в школе. — 1968. — № 3. — С. 81-89. (О семантико-функциональных изменениях этих слов речевого этикета).
- 14. Из истории этимологии слова харч(и) // Этимологические исследования по русскому языку. — М., 1968. — Вып. 6. — С. 114—133; Избранные работы. — Донецк, 1997. — С. 71-93. (На широком культурно-языковом фоне рассматривается этимология и история слова харч(и) и его производных в русском и других славянских языках).
- 15. О некоторых явлениях в топонимии Донбасса советского периода // Повідомлення Української ономастичної комісії. — К., 1968. — Вип. 6. — С. 57-58; Труды по языкознанию. — Донецк, 2005. — С. 248—255. (Выявляются основные особенности донецкой ойконимии и эргонимии (названия шахт и коллективных сельскохозяйственных предприятий) советского периода).
- 16. Происхождение слова воспитание // Русский язык в школе. — 1968. — № 3. — С. 55. (Рассматривается характер семантико-словообразовательных изменений в словообразовательной паре «воспитати-воспитание»).
- 17. Хроніка (про топонімічну роботу в Донецькому державному університеті) // Повідомлення Української ономастичної комісії. — К., Вип. 6. — С. 57-58. (О тематике и направлениях топонимической работы на филологическом факультете Донецкого университета).

1969
- 18. До етимології слова товариш // Мовознавство. — 1969. — № 5. — С. 58-62; Избранные работы. — Донецк, 1997. — С. 63-69. (Анализируются существующие этимологические версии и предлагается новая этимология слова товарищ).
- 19. К истории развития косвенной речи в древнерусском языке // Научные доклады высшей школы. Филологические науки. — 1969. — № 5. — С. 54-64; Избранные работы. — Донецк, 1997. — С. 9-22. (Анализируются широко распространенные в памятниках письменности конструкции, в которых прямая речь присоединяется к словам автора посредством изъяснительного союза яко).
- 20. На-гора // Русская речь. — 1969. — № 6. — С. 104—105; Избранные труды по языкознанию. — Донецк, 1999. — Т. II. — С. 307—309; Труды по языкознанию. — Донецк, 2005. — С. 437—439. (Возникновение наречия на-гора исследуется в связи с комплексом значений существительного гора, актуализирующихся в профессиональной речи шахтеров, и первичным диалектным окружением).
- 21. Принципы этимологизирования топонимов // IV Республіканська ономастична конференція: Тези доп. (Київ, 1969 р.). — К., 1969. — С. 12-15. (Сформулирован ряд теоретических положений, существенных для этимологического анализа географических имен).
- 22. Суффикс -оват- в украинской топонимии // Питання словотвору східнослов’янських мов: Матеріали міжвуз. конф. — К., 1969. — С. 122—123. (Рассматриваются ареально-семантические особенности суффикса -оват-, наблюдающиеся при образовании топонимов разных классов).

#### 1970-е годы
1970
- 23. Збірник вправ до спецкурсу з топоніміки / Донец. гос. ун-т. — Донецьк, 1970. — 89 с. (Составлен на основе занятий по спецкурсу, который читался студентам филологического факультета Донецкого университета в 1969-70 гг. Первое в Украине пособие по топонимике в жанре сборника упражнений. Содержит 60 упражнений, составленных главным образом на украинском и русском топонимическом материале).

1971
- 24. До питання про псевдосуфікси в топонімії // Мовознавство. — 1971. — № 4. — С. 41-47; Избранные работы. — Донецк, 1997. — С. 121—131. (Анализируется морфемно-структурное переосмысление исходов иноязычных топонимов вследствие их паронимического сближения со славянскими суффиксальными названиями).
- 25. К вопросу о русско-украинских топонимических контактах (ойконимические русизмы) // Українська культура в її інтернаціональних зв’язках: Тези доп. і повідом. VIII Української славістичної конф.: (21-24 жовт. 1971 р.). — К., 1971. — С. 79-81. (Рассматриваются ойконимы Украины, созданные на русской лексической основе — Меловое, Майское и др.).
- 26. Кальмиус: (Из исторической гидронимии Северного Приазовья) // Питання гідроніміки. — К., 1971. — С.46-54; Избранные труды по языкознанию. — Донецк, 1999. — Т. II. — С. 45-57; Труды по языкознанию. — Донецк, 2005. — С. 44-56. (Выявляются узловые моменты формирования данного речного имени, осуществлявшегося в условиях разностороннего этно-языкового контактирования).
- 27. Об именах и кличках, тождественных топонимам // Этнография имён. — М., 1971. — С. 258—260; Труды по языкознанию. — Донецк, 2005. — С. 358—360. (Рассматриваются топонимы, совпадающие по форме с личными именами и прозвищами, выявляются причины и факторы, приводящие к данному виду омонимии).

1972
- 28. Из этимологических исследований донской гидронимии (к вопросу о первичном звене в коррелятивной паре Битюг/битюг) // Этимология. 1970. — М., 1972. — С. 230—241; Избранные работы. — Донецк, 1997. — С. 237—250. (Излагаются два возможных подхода к решению вопроса о первичном звене в коррелятивной паре битюг (лошадь-тяжеловоз) / Битюг (левый приток Дона)).
- 29. К этимологии слова разгильдяй // Этимологические исследования по русскому языку. — М., 1972. — Вып. 7. — С. 166—168; Избранные труды по языкознанию. II. — Донецк, 1999. — С. 314—317; Труды по языкознанию. — Донецк, 2005. — С. 445—448. (Слово разгильдяй рассматривается как слово со скрытой, преображенной вследствие паронимической аттракции антропонимной базой).
- 30. Почему так названо // Книга о Донбассе. — Донецк, 1972. — С. 294—301. (О топонимах Донбасса, утративших внутреннюю форму, подвергшихся деэтиологизации и деэтимологизации).

1973
- 31. Взаимодействие русского и украинского языков в гидронимии юго-восточной Украины (названия с суффиксом -еньк- и смыслового ряда lupinus) // Русский язык в его связях с украинским и другими славянскими языками: Тез. докл. и сообщ. — Симферополь, 1973. — С. 149—152. (Описываются уровни и способы взаимодействия русского и украинского языков в гидронимии юго-восточной Украины).
- 32. Гидронимия юго-восточной Украины: Дис… д-ра филол. наук / АН Украины. Киев. ин-т языкознания. — Донецк, 1973. — 390 с. — (Приложение — 360 с.). (Исследуется этимология, словообразовательная история и функционирование географических названий Северного Приазовья и Донбасса. Материал исследования извлекался из много численных памятников письменности, а также собирался в ходе диалектологотопонимических экспедиций).
- 33. Різні типи паронімічного вирівнювання слів в апелятивній та ономастичній лексиці // Мовознавство. — 1973. — № 2. — С. 63-73; Избранные работы. — Донецк, 1997. — С. 133—149. (Рассматриваются разнообразные паронимические сближения единиц в онимной и проприальной сферах; разграничиваются явления аррадикации, морфологизации, народной этимологии и ложного этимологизирования).
- 34. Суффикс -оват- в украинской топонимии // Onomastica. XVIII. — Wroclaw-Kracow, 1973. — С. 99-152; Избранные труды по языкознанию. II. — Донецк, 1999. — С. 58-108; Труды по языкознанию. — Донецк, 2005. — С. 57-99. (Устанавливается территория распространения, семантика и морфотактика суффикса -оват- в топонимах разных классов).
- 35. Топонимический аспект одного события русской истории (битва на реке Калке в 1224 г.) // XI Congres international des sciences onomastiques. Resumes des communications. — Sofia, 1973. — С. 164. (Краткое изложение точки зрения относительно места битвы на реке Калке в 1224 г., учитывающей топонимию данной территории).
- 36. Хопёр // Русская речь. — 1973. — № 1. — С. 144—146; Избранные труды по языкознанию. II. — Донецк, 1999. — С. 193—196; Труды по языкознанию. — Донецк, 2005. — С.183-186. (Предлагается славянская этимология названия реки Хопер, левого притока Дона).
- 37. Язык земли // Приглашение к путешествию. — Донецк, 1973. — С. 19-31. (Историко-этимологическое толкование ряда топонимов Донбасса).

1974
- 38. Nichtumgeformte Personennamen in der Function von Hydronymen // «Onomastica slavogermanica» IX. — Berlin, 1974. — С. 55-62; Избранные работы. — Донецк, 1997. — С. 161—172. (Рассматриваются восточнославянские гидронимы и ойконимы, формально совпадающие с личными именами).
- 39. Гидронимия юго-восточной Украины: Автореф. дис… д-ра филол. наук. — К., 1974. — 44 с. (Реферируется содержание соответствующей диссертационной работы).
- 40. До походження назви річки Самари // Мовознавство. — 1974. — № 4. — С. 74-78; Труды по языкознанию. — Донецк, 2005. — С. 340—347. (Название левого притока Самары (л. п. Днепра) этимологизируется на основе тюркского географического апеллятива s?m?r лука, изгиб речного русла.
- 41. Миус (из исторической гидронимии Северного Приазовья) // Питання ономастики південної України: Доп. та повідом. V респуб. міжвуз. ономастичної конф.: (Миколаїв, трав.1974 р.). — К., 1974. — С. 83-88; Избранные труды по языкознанию. II. — Донецк, 1999. — С. 29-35; Труды по языкознанию. — Донецк, 2005. — С. 28-34. (Рассматриваются многочисленные диахронические варианты гидронима Миус, зафиксированные в различных источниках начиная с XV в., устанавливаются причины их возникновения, определяется внутренняя форма гидронима путём включения в широкий топонимический контекст).
- 42. [Рецензія] // Мовознавство. — 1974. — № 6. — С. 86-89. — Рец. на кн.: Янко М. Т. Топонімічний словник-довідник Української РСР. — К.: Рад.шк., 1973. — 180 с. (Наряду с критическим разбором многих предлагаемых М. Т. Янко этимологий, излагается собственный взгляд на происхождение ряда названий).
- 43. Словообразовательная история гидронима Калка // Тези доповідей та повідомлень міжвузівської конференції з питань східнослов’янського іменного словотвору: (Запоріжжя, 22-26 верес.1974 р.). — К., 1974. — С. 89-90. (Излагаются основные моменты структурно-словообразовательной эволюции гидронимной формы Калка).
- 44. Топонимика Украины: Отчет / Донецк. гос. ун-т; Рук. Е. С. Отин. — К-74.028.44. — Донецк, 1974. — 10 с.

1975
- 45. Каталог рек Северного Приазовья // Повідомлення Української ономастичної комісії. — К., 1974. — Вип. 10. — С. 56-86. (Приводится список источников (265 позиций)).
- 46. Каталог рек Северного Приазовья // Повідомлення Української ономастичної комісії. — К., 1975. — Вип. 11. — С. 16-72. (Список рек от притока Сиваша до устья реки Кальмиус).
- 47. Каталог рек Северного Приазовья // Повідомлення Української ономастичної комісії. — К., 1975. — Вип. 12. — С. 10-54. (Каталог охватывает гидронимикон приморской полосы юго-восточной Украины и прилегающих к ней юго-западных районов Ростовской области РФ от Крымского полуострова (район Перекопа) до реки Морской Чулек включительно. В нём зарегистрировано 3360 произносительных, словообразовательных, грамматических и графических вариантов, а также дублетов названий в их синхронических и диахронических связях для 1744 линейных гидрообьектов — рек, речек, балок, оврагов, ериков и др. постоянных или сезонных водотоков).
- 48. Названия русского происхождения в топонимии Украины // Сопоставительное исследование русского и украинского языков. — К., 1975. — С. 72-86; Труды по языкознанию. — Донецк, 2005. — С. 303—315. (Выявляются и анализируются топонимы Украины, возникшие на русской лексической основе; рассматриваются способы их адаптации в украинском языке).
- 49. Славянские глаголы речи и их трансформация в частицы // Актуальные проблемы исторической лексикологии восточнославянских языков: Тез. докл. и сообщений всесоюз. научн. конф. — Донецк, 1975. — С. 171—172. (О возникновении частиц де, дескать, моя).

1976
- 50. Азовье — Азовщина — Азов // Русская речь. — 1976. — № 5. — С. 113—117; Избранные труды по языкознанию. II. — Донецк, 1999. — С. 215—220; Труды по языкознанию. — Донецк, 2005. — С. 205—209. (Рассматриваются распространившиеся в последней трети XX в. варианты названия Азовского моря — Азов, Азовье и Азовщина; выявлены факторы, обусловившие их появление, а также сфера употребления данных форм).
- 51. О природе топонимического этимона // Питання сучасної ономастики. — К., 1976. — С. 14-19. (Выделяются три основных типа топонимических этимонов. В основу классификации кладется характер референтной базы названия).
- 52. «Подземная» топонимия Донбасса // Русская речь. — 1976. — № 3. — С. 117—120. (Рассматриваются названия угольных пластов Донбасса).
- 53. [Рецензия] // Мовознавство. — 1976. — № 2. — С. 83-84. — Рец. на кн: Топонімія південно-східної Одещини / Ю. О. Карпенко, А. Т. Бевзенко, К.Є. Гагкаєв и др.- О., 1975.
- 54. [Рецензия] // Мовознавство. — 1976. — № 6. — С. 81-83. — Рец. на кн.: Лобода В. В. Топонімія Дніпро-Бузького межиріччя. — К.: Наука, 1976. (Производится критический разбор предлагаемых этимологических версий, в ряде случаев выдвигаются новые толкования).
- 55. Структурно-семантические особенности названий угольных пластов Донбасса // Проблемы словообразования русского и украинского языков: Сб. ст. — К., 1976. — С. 72-86; Избранные работы. — Донецк, 1997. — С. 339—353. (Рассматриваются не изученные в ономастике названия угольных пластов Донбасса. Автор обозначает эту группу собственных имен термином стратонимия и выделяет 15 номинативнословообразовательных разновидностей стратонимов).
- 56. Топонімічний аспект однієї події давньоруської історії // Мовознавство. — 1976. — № 4. — С. 57-61; Избранные работы. — Донецк, 1997. — С. 431—438. (Предлагается решение проблемы локализации битвы на р. Калка в 1224 г. через призму топонимии).

1977
- 57. Валуйки. Лиски // Русская речь. — 1977. — № 6. — С. 102—106; Избранные труды по языкознанию. II. — Донецк, 1999. — С. 210—214; Труды по языкознанию. — Донецк, 2005. — С. 200—204. (Гидронимы, лежащие в основе названий данных городов в Воронежской области РФ, рассматриваются как связанные с народной географической терминологией. Объяснены возникшие в процессе ойконимообразования формальные изменения топонимизированных географических апеллятивов).
- 58. Волноваха // Комсомолец Донбасса. — 1977. — 29 апр. (Историко-этимологический очерк о названии города в Донецкой области, Украина и связанных с ним гидронимах Мокрая Волноваха и Сухая Волноваха).
- 59. Геральдика и топонимика // Русская речь. — 1977. — № 1. — С. 110—118; Избранные работы. — Донецк, 1997. — С. 151—159. (Анализируются малоизученные мотивационные связи геральдических символов, в частности, так называемых «гласных» гербов, с географическими названиями).
- 60. Гідроніми Східної України. — К.: Донецьк: Вища шк., 1977. — 155 с. (Используя данные письменных памятников и материалы диалектолого-топонимических экспедиций, автор исследует этимологию, словообразовательную историю и функционирование гидронимов Северного Приазовья; разграничивает названия раннетюркского и позднетюркского происхождения (последние возникли в языке приазовских греков, выходцев из Крыма)).
- 61. Городок пограничный (Краматорск) // Комсомолец Донбасса. — 1977. — 10 июля. (Историко-этимологический очерк о названии города Краматорск в Донецкой области Украины).
- 62. Граница казацкая (Горелый Пень) // Комсомолец Донбасса. — 1977. — 4 дек. (Рассматриваются названия некоторых географических объектов, выступавших в XVII-XVIII вв. в роли пограничных ориентиров).
- 63. Коннотативная ономастическая лексика в русском и украинском языках // Проблемы сопоставительной стилистики восточнославянских языков: Тез. докл. Всесоюз. науч. конф. (Донецк, 22-24 дек. 1977 г.). — К., 1977. — С. 73-74. (Перечислены классы онимов, развивающих переносные значения).
- 64. Модальные частицы чужой речи в древнерусском языке // Проблемы развития языка: Межвуз. сб. — Саратов, 1977. — Вып. 1. — С. 106—116. (Подробно рассматривается история формирования модальной частицы де путём сопоставления семантико-грамматической эволюции глагольных форм речи, молвити, деяти).
- 65. Почему так названо // Книга о Донбассе. — Изд. 2-е, перераб. и доп. — Донецк, 1977. — С. 309—316. (Анализируются топонимы Донбасса с неясной внутренней формой).
- 66. Река невелика… (Бык и Клебан-Бык) // Комсомолец Донбасса. — 1978. янв. (Историко-этимологический очерк о названиях реки Бык и села Клебан-Бык в Донецкой области Украины).
- 67. Саур-Могила // Комсомолец Донбасса. — 1977. — 30 окт. (Историко-этимологический очерк о названии возвышенности на территории Донецкой области, близ г. Снежное).

1978
- 68. Итак, она звалась… // Комсомолец Донбасса. — 1978. — 8 марта. (О географических объектах с «женскими» именами).
- 69. Контактные названия как источник для реконструкции незасвидетельствованных элементов топонимической системы // XIII Международный конгресс по ономастике: (Краков, 21-22 авг., 1978). «Nomina appelativa et nomina propria»: Резюме рефератов. — Краков, — С. 186. (О реконструктивных возможностях географических имен, участвовавших в процессах топонимической метонимии).
- 70. Конотативна ономастична лексика // Мовознавство. — 1978. — № 6. — С.47-53; Избранные труды по языкознанию. II. — Донецк, 1999. — С.120- 131; Труды по языкознанию. — Донецк, 2005. — С. 111—121. (Анализируются вторичные эмоционально-экспрессивные и смысловые наслоения на собственно топонимические значения онимов. Разграничиваются узуальные и окказиональные коннотативные онимы; выделяются интернациональные и интралингвальные коннотонимы, последние подразделяются на общенациональные и локально ограниченные).
- 71. Місцеві терміни в гідронімії південно-східної України / Отін Є.С., Тарасенко М.І. // Проблеми дослідження діалектної лексики і фразеології української мови: Тези доп. — Ужгород, 1978. — С. 129—130. (О местных географических терминах, получивших отражение в гидронимии юго-восточной Украины, а также географических апеллят ивах-метафорах).
- 72. [Рецензия] / Отин Е. С., Саркисова Л.Н // Мовознавство. — 1978. — № 1. — С. 84-86. — Рец. на кн.: Культура русской речи на Украине. — К.: Наук. думка, 1976. — 210 с.
- 73. Суффикс -еньк- в украинской топонимии // «Onomastica» T. XXIII. — Wroclaw-Kracow, 1978. — С. 121—131; Избранные работы. — Донецк, 1999. — С. 109—119; Труды по языкознанию. — Донецк, 2005. — С. 100—110. (Рассматриваются ареально-семантические особенности топонимического суффикса -еньк-, а также его использование при образовании разных типов географических имен).

l979
- 74. Ареалы славянских гидрографических терминов в топонимии По донья // Проблемы восточнославянской топонимии. — М., 1979. — С. 5-29; Избранные труды по языкознанию. II. — Донецк, 1999. — С. 9-28; Труды по языкознанию. — Донецк, 2005. — С. 7-27. (Выявляется состав гидрографических терминов в топонимии бассейна реки Дон, их ареалы, частотность и представленность в различных группах топонимов).
- 75. Донецк // Комсомолец Донбасса. — 1979. — 30 июля. (Историко-этимологический очерк о названиях, которые в разное время носил г. Донецк, областной центр Украины).
- 76. Древние названия Воронежской земли // Русская речь. — 1979. — № 4. — С. 118—122; Избранные труды по языкознанию. — Донецк, 1999. — Т. II. — С. 197—201; Труды по языкознанию. — Донецк, 2005. — С. 187—191. (Рассматриваются словообразовательно связанные ойконимы и гидронимы: г. Острогожск — р. Острогоща, с. Излегоще — р. Излегоща, г. Воронеж — р. Воронеж. Производящей базой для гидронимов, по мнению автора, являются древнерусские антропонимы).
- 77. Непереоформленные личные имена в гидронимии Дона // Восточнославянская ономастика: Материалы и исслед. — М.: Наука, 1979. — С. 131—154; Избранные работы. — Донецк, 1997. — С. 173—194. (Рассматриваются гидронимы в бассейне Дона, формально совпадающие с мужскими и женскими личными именами, выявляются факторы, обусловливающие формирование данного типа онимов).
- 78. Сегодня — Жданов // Комсомолец Донбасса. — 1979. — 16 июля. (Историко-этимологический очерк о названиях, которые в разное время носил г. Мариуполь (Донецкая обл., Украина)).
- 79. Словник гідронімів України / Укладачі: І.М. Желєзняк, А. П. Корепанова, Л. Т. Масенко, … Є.С. Отін та ін. — К.: Наук. думка, — 780 с. (На базе данных, извлеченных из широкого круга памятников письменности и рукописных источников, а также топонимических экспедиций 60 — 70-х годов составлены многочисленные словарные статьи по гидронимии Левобережной Украины).
- 80. Хроніка о ХІІІ международном конгрессе по ономастике: (Краков, 2125 авг. 1978 г.) // Мовознавство. — 1979. — № 3. — С. 78-79. (Тематический обзор выступлений участников конгресса).
- 81. Яли // Радянська Донеччина. — 1979. — 15 липня. (Историко-этимологический очерк о гидронимах Мокрые Ялы и Сухие Ялы (названия притоков р. Волчьей в Донецкой области Украины)).

#### 1980-е годы
1980
- 82. Автографы предков // Комсомолец Донбасса. — 1980. — 7 дек. (О названиях селений Донбасса, связанных по своему происхождению с различными антропонимами).
- 83. Главная река края // Комсомолец Донбасса. — 1980. — 6 июля. (Историко-этимологический очерк о названии Северский Донец).
- 84. Гуляли запорожцы… // Комсомолец Донбасса. — 1980. — 10 авг. (О названии реки Кальмиус).
- 85. Материалы к словарю собственных имен, употребляемых в переносном значении // Вопросы ономастики. Собственные имена в системе языка. — Свердловск, 1980. — С. 3-13. (Представлены 24 пробные статьи, в которых содержится описание семантической структуры коннотативных топонимов).
- 86. Море Азовское // Комсомолец Донбасса. — 1980. — 3 февр. (В историко-этимологическом очерке рассматриваются бытовавшие в разное время названия Азовского моря).
- 87. Новый Свет // Комсомолец Донбасса. — 1980. — 7 сент. (Рассматриваются названия, выполнявшие при своем возникновении своеобразную охранно-предзнаменовательную функцию, — Новый свет, Веселое, Доброполье и др.).
- 88. Обиточная и Белосарайская коса // Комсомолец Донбасса. — 1980. — 8 марта. (Историко-этимологический очерк посвящён названиям двух кос на побережье Азовского моря. Названия рассматриваются как связанные со славянской и тюркской географическими терминологиями).
- Река из криницы // Комсомолец Донбасса. — 1980. — 2 нояб. (Историко-этимологический очерк о названии реки Крынки, п. п. Миуса (на юго-востоке Донецкой обл. Украины)).
- 90. [Рецензия] // Мовознавство. — 1980. — № 4. — С. 95-96.- Рец. на кн.: Масенко Л. Т. Гідронімія східного Поділля. — К.: Наук. думка, 1979.
- 91. Сладкие воды Донбасса // Комсомолец Донбасса. — 1980. — 5 окт. (В историко-этимологическом очерке рассматриваются топонимы, номинационно связанные с лексемами сладкий (русск.) и солодкий (укр.) в различных их значениях).
- 92. Топонимическая метонимия (вид связи: «гидроним — ойконим» // Перспективы развития славянской ономастики. — М., 1980. — С. 106—121; Избранные работы. — Донецк, 1997. — С. 195—208. (Рассматривается широкое и разноплановое взаимодействие гидронимов с названиями селений. Детально описываются типы метонимических переносов).
- 93. Топонимия поля Куликова // Русская речь. — 1980. — № 4. — С. 56-61. (Этимология названий Дон-Дунай, «За Доном», Куликово поле).
- 94. Топонимия поля Куликова // Русская речь. — 1980. — № 5. — С. 113—115. (Этимология названий Непрядва, Меча, Чур Михайлов — Чуры Михайловы).
- 95. Топонимия поля Куликова // Русская речь. — 1980. — № 6. — С. 73-77; Избранные работы. — Донецк, 1997. — С. 253—266. (Этимологические этюды посвящены топонимам Дон-Дунай, За Доном, Куликово поле, Непрядва, Меча, Чур Михайлов / Чуры Михайловы).
- 96. Ты откуда, Бахмут? // Комсомолец Донбасса. — 1980. — 1 апр. (Историко-этимологический очерк посвящён названию реки Бахмут (бассейн Северского Донца). Выявляются его происхождение, словообразовательные и семантические связи).

1981
- Кто назвал Новоселку Великой // Комсомолец Донбасса. — 1981. — 4 окт. (О различных именованиях поселка Великая Новоселка, районного центра Донецкой области Украины).
- Оронімія південно-східної України // Мовознавство. — 1981. — № 3. — С. 34-44; Избранные труды по языкознанию. II. — Донецк, 1999. — С. 167—183; Труды по языкознанию. — Донецк, 2005. — С. 157—172. (Исследуется происхождение названий орообъектов на территории Донецкой и Запорожской областей Украины — Саур-Могила, Токмак, Корсак, Бельмак и др.).
- Почему Торец… Казенный // Комсомолец Донбасса. — 1981. — 6 дек. (О происхождении гидронимов Казенный Торец, Сухой Торец и Кривой Торец (бассейн Северского Донца)).
- Сколько Сахалинов в Донбассе // Комсомолец Донбасса. — 1981. — 2 авг. (О географических названиях Донбасса, в основе которых лежит коннотативный топоним Сахалин).
- Славяногорск // Комсомолец Донбасса. — 1981. — 7 июня. (О различных именованиях города Славяногорска (сейчас — Святогорска) Донецкой обл. Украины).
- Славянск и Славяносербск // Комсомолец Донбасса. — 1981. — 15 ноября. (Об истории названий современных городов Украины — Славянска (Донецкая обл.) и Славяносербска (Луганская обл.).
- Старобешево // Комсомолец Донбасса. — 1981. — 6 сентября. (Историко-этимологический очерк о названии районного центра Донецкой области Украины Старобешево).
- Таганрог // Русская речь. — 1981. — № 2. — С. 127—131; Избранные работы. — Донецк, 1997. — С. 267—272. (Ойконим Таганрог (название города в Ростовской обл. РФ) рассматривается как гибридное тюркско-славянское образование).
- Харцызск и Зимогорье // Комсомолец Донбасса. — 1981. — 1 февр. (Названия городов Харцызск и Зимогорье в Донецкой и Луганской областях Украины рассматриваются как семантически близкие, но созданные на базе лексем разных языков — украинского и русского).
- Экспрессивно-стилистические особенности ономастической лексики в восточнославянских языках // Проблемы сопоставительной стилистики восточнославянских языков. — К., 1981. — С. 132—144; Избранные труды по языкознанию. II. — Донецк, 1999. — С. 131—143; Труды по языкознанию. — Донецк, 2005. — С. 122—134. (Рассматривается в сопоставительном аспекте (на материале русского, украинского и белорусского языков) экспрессивно стилистический потенциал коннотативных антропонимов и топонимов в различных типах речи).

1982
- «Золотые» и «серебряные» города и веси Донбасса // Комсомолец Донбасса. — 1982. — 7 нояб. (О названиях населенных пунктов Донецкой и Луганской областей Золотое, Золотой Колодезь, Серебрянка, Хрусталка (Хрустальная), Алмазный и др.).
- Волохи в Донбассе // Комсомолец Донбасса. — 1982. — 14 февр. (О некоторых географических названиях Донецкой и Луганской областей, связанных с переселившимися сюда в XVIII в. выходцами с Балканского п-ова).
- Красный Лиман // Комсомолец Донбасса. — 1982. — 15 авг. (Историко-этимологический очерк о названии районного центра Донецкой обл. г. Красный лиман (ранее — Лиман) и других названий, содержащих в своем составе лексему красный).
- Миус — Рог или Угол? // Комсомолец Донбасса. — 1982. — 17 янв. (Научно-популярный очерк об этимологии гидронима Миус).
- Молодость забытых слов // Комсомолец Донбасса. — 1982. — 4 мая. (О происхождении гидронимов и оронимов Северного Приазовья: Берда; Икряная, Дурная, Разумная, Вороная и Гнедая балки).
- Откуда Карфаген в Донбассе // Комсомолец Донбасса. — 1982. — 31 дек. (О старом названии (в настоящее время — неофициальном) названии села Владимировка Артемовского района Донецкой области — Карфаген, а также о топонимах Сиракузы, Геркулес, Афины и некоторых других подобных «античных» географических именах Украины).
- Река «волчьей» воды // Комсомолец Донбасса. — 1982. — 21 марта. (О происхождении названия реки Волчья, л. п. Самары, л. п. Днепра).
- Следы взаимодействия украинского и русского языков в гидронимии Дона (географические апеллятивы лиман и ильмень) // Лексика української мови в її зв’язках з сусідніми слов’янськими і неслов’янськими мовами: Тези доп. — Ужгород, 1982. — С. 171—172. (Географические апеллятивы лиман и ильмень рассматриваются как отражающие взаимодействие украинского и русского языков в гидронимии Дона).

1983
- Донбасские Черемушки // Комсомолец Донбасса. — 1983. — 5 марта. (О вторичной номинации внутригородских и внутрисельских объектов Донбасса посредством коннотативного топонима Черёмушки).
- Нетриус // Комсомолец Донбасса. — 1983. — 10 июля. (О происхождении названия левого притока Северского Донца в Славянском районе Донецкой области).
- [Рецензия] // Мовознавство. — 1983. — № 4. — С. 71-73. — Рец. на кн.: Гідронімія Нижнього Подністров’я. — К.: Наук. думка; О.: Вища шк., 1981.

1984
- К вопросу об этимологизировании гидронимов // Топонимика в региональных географических исследованиях. — М., 1984. — С. 16-20; Труды по языкознанию. — Донецк, 2005. — С. 334—339. (О некоторых критериях этимологизации потамонимов (очаговый характер зарождения многих потамонимов; мотив номинации в контексте сопредельных топонимов)).
- Развитие коннотонимии русского языка и его отражение в словаре коннотонимов // Международный симпозиум по проблемам этимологии, исторической лексикологии и лексикографии. — М., 1984. — С. 36-38. (О коннотонимии русского языка в разные периоды его истории).

1985
- Деминутивация, адеминутивация и редеминутивация в восточнославянской гидронимии // Der Eigenname in Sprache und Gesellschaft. V. Vortr?ge und Mitteilungen in der Sektion 4. Eigennamen und Sprachkontakt herausgegeben von Ernst Eichler, Elke Sa?, HansWalther, Karl-Marx-Universitat. Leipzig, 1985. — 141—146. (О структурно-семантических процессах в названиях главной реки и притоков, имеющих общую лексическую базу).
- Лимнографические термины ильмень и лиман в гидронимии Дона // Исследования по славянской ономастике: Сб. — Деп. в ИНИОН АН СССР, 22 мая 1985, № 20842. — 189 с. (Исследуется семантика и территориальное распространение географических терминов ильмень и лиман в гидронимии бассейна реки Дон в связи с русско-украинскими миграционными процессами).
- Цымла / Добродомов И. Г., Отин Е. С. // Русская речь. — 1985. — № 1. — С. 116—120; Избранные работы. — Донецк, 1997. — С. 273—278. (Предложены две гипотезы о тюркском происхождении названия правого притока реки Дон в Ростовской области Цимла! Цымла: из *Сымлы (<сын ‘памятник, могила’) или *Чымлы (<чым ‘трава’, ‘дёрн’) с последующей заменой начального с на ч или ц).

1986
- Выступления в дискуссии на ІХ Международном съезде славистов // ІХ Международный съезд славистов: Матер. дискуссии. — К., 1986. — С. 103—104, 115, 248—249. (О приемах реконструкции на базе географических имен апеллятивов, не засвидетельствованных в памятниках письменности. О конфронтационном изучении славянского словообразования, славянской антропонимии, составительном описании словообразовательных гнезд в плане синхронимии и диахронии).
- Закономерности развития языков социалистических наций. Сбор материала. Составление словаря украинской гидронимии. Принципы историко-сопоставительного изучения словообразовательных гнезд: Отчет о НИР (промежуточн.) / Донец. Гос. ун-т; Рук. Е. С. Отин. — В- 8б.50-8/б.54; №ГР018б00990б2; Инв.№ 0287002б004. — Донецк, 198б. — 19 с.
- Нова праця вітчизняної ономастики / Є. Отін, К. Першина // Мовознавство. — 1986. — № 1. — С. 72-73. — Рец. на кн.: Лемтюгова В. П. Восточно-славянская ойконимия апеллятивного происхождения: названия типов поселения. — Минск: Наука и техника, 1983. — 197 с.
- О принципах составления гидронимического каталога нового типа // Проблемы филологии Западной Сибири и Урала: Тез. докл. межвуз. конф., посв. 400-летию г. Тюмени, (2-4 окт. 1986 г.). — Тюмень, 1986. — С. 37-38. (Излагаются новые подходы к составлению гидронимических каталогов).
- Принципы построения коннотационного словаря русских онимов // Русское языкознание. — К., 1986. — Вып. 13. — С. 38-45. (О содержании и структуре словарной статьи).
- Развитие коннотонимии русского языка и его отражение в словаре коннотонимов // Этимология. 1984. — М., 1986. — С. 186—191. (О коннотонимии русского языка в разные периоды его истории).
- Топооснова -тор- в топонимии Северного Приазовья // Сборник статей, посвящённых 800-летию «Слова о полку Игореве». — Донецк, 1986. — 60 с. — Деп. в ИНИОН АН СССР, 14 авг. 1986 г., № 26400. (Этимология гидронима Тор (Торец) в бассейне Северского Донца).

1987
- Тор и Краматорск // Русская речь. — 1987. — № 5. — С. 133—136; Избранные работы. — Донецк, 1997. — С. 355—359. (Этимология названий Тор — правого притока Северского Донца и города Крамаmopск на севере Донецкой области Украины).

1988
- Осерёд // Русская речь. — 1988. — № 2. — С. 123—127; Избранные работы. — Донецк, 1997. — С. 287—292. (Этимология названия Осерёд, левого притока Дона в Воронежской области России).
- Принципы составления полных гидронимических каталогов (на примере «Каталога гидронимии Дона») // Вторая Всесоюзная конференция «Актуальные проблемы исторической лексикологии и лексикографии восточнославянских языков»: (Днепропетровск, 12-14 окт. 1988 г.): Тез. докл. — Д., 1988. — С. 137—138. (О современных требованиях к составлению топонимических каталогов крупных речных бассейнов).
- Словарь собственных имен, употребляемых в переносном значении // Современное состояние и тенденции развития отечественной лексикографии. Актуальные проблемы подготовки и издания словарей. — М., 1988. — С. 141—143. (О новом типе ономастического словаря — собственных имен, получивших референтные коннотации).

1989
- Грузія // Міжетнічні зв’язки в українській антропонімії XVII ст. — К., 1989. — С. 74-75; Избранные работы. — Донецк, 1997. — С. 361—380.
- За профілем підготовки: (Філологічний факультет) // Університетські вісті. — 1989. — 3 февр., № 5(978). — С. 2. (О возможностях использования древних географических названий Донбасса в процессе профессиональной подготовки студентов филфака).
- Калитва // Русская речь. — 1989. — № 2. — С. 125—129; Избранные работы. — Донецк, 1997. — С. 293—297. (Этимология донского гидронима Калитва (Черная и Белая Калитва).
- Міжетнічні зв’язки в українській антропонімії XVII ст.: («Реєстри всього Війська Запорозького» 1649 р. і мовно-територіальні контакти) / А. П. Непокупний, Є. С. Отін, Є. В. Горська та ін. — К.: Наук. думка, 1989. — 152 с. (В указанных разделах коллективной монографии рассматривается проблема отражения украинско-русских и украинско-тюркских контактов в «Реєстрах» Войска Запорожского 1649 года).
- Росія // Міжетнічні зв’язки в українській антропонімії XVII ст. — К., 1989. — С. 42-49; Избранные работы. — Донецк, 1997. — С. 361—380.
- Сохранение исторически ценных названий и их возвращение в топонимию Донбасса // Всесоюзная научно-практическая конференция «Исторические названия — памятники культуры»: (17-20 апр.1989 г.): Тез. докл. и сообщений. — М., 1989. — С. 66-67. (О разрушении в советское время исторически сложившейся топонимии Донбасса, неудачных переименованиях; о Красной книге исторически ценных топонимов и принципах её составления).
- Структурно-семантические отношения в топонимических парах (гидроним-аугментатив и гидроним-деминутив) // Русское языкознание: Респуб. межвед. сб. — К., 1989. — Вып. 19. — С. 124—129; Избранные работы. — Донецк, 1997. — С. 211—218. (О смысловых и деривационных связях и отношениях между названиями главной реки («гидронимического аугментатива») и её притока («гидронимического деминутива»), которые имеют одинаковую лексическую базу).
- Топонимия родного края // Воспитание словом. — К., 1989. — С. 196—210. (О воспитательном потенциале географических названий «малой родины»).
- Тюркські краї // Міжетнічні зв’язки в українській антропонімії XVII ст. — К., 1989. — С. 87-98; Избранные работы. — Донецк, 1997. — С. 361—380.

#### 1990-е годы
l990
- Из этимологических исследований донской гидронимии (название с исходом -ань) // Шоста республіканська ономастична конференція: Тез. доп. і повідомл.: (Одеса, 4-б груд. 1990 р.). — Одеса, 1990. — Ч. І: Теоретична та історична ономастика. Літературна ономастика. — С. 64-65. (О названиях Лебедянь, Пmань, Форосmань, Лугань, Усмань и др.).
- Красная книга исторически ценных названий Донбасса // Здійснення ленінської національної політики на Донбасі: Тези доп. і повідом. Респуб. наук. конф. (Донецьк, 21-24 лют. 1990 р.). — Донецьк, 1990. — Секц. 1. — С. 3-5. (О принципах составления «красной книги» исторически ценных топонимов Донбасса).
- Что в имени твоем? Русская ономастика в «Русской энциклопедии» // Народное образование. — 1990. — № 7. — С. 166—171; Труды по языкознанию. — Донецк, 2005. — С. 348—357. (О принципах отбора ономастической лексики и описания её в «Русской энциклопедии». Пробные словарные статьи о географических именах Ливны и Потудань).

1991
- Географические названия крымских греков в поселениях Северного Приазовья // Греки Украины: история и современность: Материалы науч.-практ. конф. «Греки Украины: корни и формирование национальной культуры»: (Донецк, 9-10 февр. 1991 г.). — Донецк, 1991. — С. 54-65.
- Гидронимикон Самары как источник реконструкции историколингвистических и внеязыковых реалий прошлого Приднепровья // Регіональна наукова конференція «Культура Придніпровського регіона в контексті загальноукраїнської культури»: (Дніпропетровськ, 26-27 черв. 1991 р.). — Д., 1991. — С. 114—116. (О реконструктивных возможностях поэтонимической лексики бассейна реки Самара, левого притока Днепра — восстановлении на её основе историко-лингвистических и природных реалий данного региона).
- Из этимологий диалектных слов, возникших благодаря деонимизации / Е. С. Отин, Л. П. Борисова // Русская диалектная этимология: Тез. докл. межвуз. науч. конф. (10-12 окт. 1991 г.) / Урал. гос. ун-т им. А. М. Горького, Ин-т рус. культуры. — Свердловск: УрГУ, 1991. — С. 27-29. (О диалектных словах, возникших благодаря переходу собственных имен в апеллятивы через стадию коннотонимов; о причинах появления референтных коннотаций и отконнотонимных производных (вавила, макар, варвара, артюшка, афоня, алёша, амура, окуломать, ахинеть, иванить и др.)).
- Лебедянь в кругу других донских топонимов на -ань (из материалов к «Русской энциклопедии») // Вторая Всесоюзная научно-практическая конференция «Исторические названия — памятники культуры» (Москва, 3-5 июня 1991 г.): Сб. материалов. — М., 1991. — Вып. 2. — С. * 131. (Происхождение названия города Лебедянь в Липецкой области России и связанного с ним лимнонима (пробная статья для «Русской энциклопедии»)).
- Лингвострановедческий аспект изучения русских антропонимов и антропонимных формул имени в иноязычной аудитории (Иванов, Иван Иванович Иванов, Иван Иванович, Иванович) // Материалы ІІ Международного семинара «Славянская культура в современном мире» (изучение и преподавание в иноязычной аудитории). — К., 1991. — С. 65-66. (О созначениях указанных русских антропонимов и антропонимных формул, имеющих важную лингвокультурную и страноведческую значимость; их изучение в иноязычной аудитории).
- Материалы к коннотационному словарю русских онимов // Номинация в ономастике: Сб. науч. тр. / Урал. ун-т. — Свердловск, 1991. — С. 41-51. (Пробные статьи к Словарю коннотативных собственных имен (Азия, Бродвей, Лапландия, Моцарт, Панама, Пёрл-Харбор, Уотергейт, Филон)).
- Усёрд // Русская речь. — 1991. — № 1. — С. 129—133; Избранные работы. — Донецк, 1997. — С. 299—304. (Этимология уникального донского гидронима Усёрд (в бассейне Тихой Сосны)).
- Форма ТАРГОЛОВЕ в літописному повідомленні про битву Ігоря з половцями (1185) на тлі ранньосхіднослов’янських і давньотюркських безсуфіксних топоетнонімів // Ономастика України першого тисячоліття нашої ери. — К., 1991. — С. 42-48.
- Харьков // Русская речь. — 1991. — № 2. — С. 121—127; Избранные работы. — Донецк, 1997. — С. 407—413. (Этимология гидронима и ономасиологически связанного с ним ойконима Харьков).

1992
- Древние географические названия / Л. П. Борисова, Е. С. Отин // I региональная научно-практическая конференция «Донбасс: прошлое, настоящее, будущее»: Тез. докл. и сообщ. — Донецк, 1992. — С. 28-29.
- Древние географические названия Донбасса // Летопись Донбасса. Краеведческий сборник. — Донецк, 1992. — Вып. 1 — С. 25-27.
- Из этимологии диалектных слов, возникших благодаря деонимизации / Е. С. Отин, Л. П. Борисова // Русская диалектная этимология: Тез. докл. межвуз. науч. конф.: (Свердловск, 10-12 окт. 1991 г.). — Свердловск, 1992. — С. 27-29.
- Из этимологических исследований донской гидронимии (имена с исходом -ань: Лебедянь, Птань, Форостань, Холань, Лугань, Потудань, Усмань и др.) // Язык, стиль, культура: Сб. науч. тр. — Донецк, 1992. — С. 6-22.
- Материалы по топонимии Ровенського района Белгородской области (верховье р. Айдар) / Е. С. Отин, Л. П. Борисова // Центральночернозёмная деревня: история и современность: Тез. докл. и сообщений научно-практ. конф. (Белгород, 13-14 нояб.1992 г.). — М., 1992. — С. 141—144. (Прокомментированный список географических названий, записанных в десяти населенных пунктах одного из южных районов Белгородской области России во время топонимической экспедиции летом 1967 года).
- Мовна взаємодія в топонімії населенних пунктів Донеччини, заснованих Приазовськими греками / Є. С. Отин, Л. П. Борисова, К. В. Першина // Соціолінгвістичні аспекти сучасної мовної дійсності в Північному Причорномор’ї: Тез. доп. і повідомл. респ. наук. конф. — Запоріжжя, 1992. — С. 38-40. (Об урумо-румейских, славяно- (русско- и украинско-) урумских или румейских гибридах в топонимии приазовских греков; народноэтимологические переосмысления неславянских топонимов).
- Названия водоёмов (лимнонимы и гелонимы) Юго-Восточной Украины // Язык, стиль, культура: Сб. науч. тр. — Донецк, 1992. — С. 109—117.
- О принципах составления гидронимических каталогов нового типа («Каталог гидронимов Дона») / Е. С. Отин, Л. П. Борисова // СевероКавказские чтения (Материалы школы-семинара «Лиманчик-92»). Ономастика в контексте истории. — Ростов н/Д, 1992. — Вып.4. — С. 9-12. (О новом типе каталога гидронимов одного речного бассейна, в котором названия водных объектов представлены в сопровождении других лексически и структурно близких сопредельных топонимов других классов, имеющем широкую источниковедческую базу).
- Топонімія і антропонімія Донбасу: Проміж. звіт про н.-д. роботу / Донец. держ. ун-т. — 92-53вв/39 ; № ГР иА01000878Р. — Донецьк, 1992. — 10 с.
- Форма тарголове в літописному повідомленні про битву Ігоря з половцями (1185 р.) на фоні ранньосхіднослов’янських і давньотюркських безсуфіксних топоетонімів // Ономастика України першого тисячоліття нашої ери. — К., 1992. — С. 42-48; Избранные работы. — Донецк, 1997. — С. 457—465. (Форма тарголове в Ипатьевской летописи объясняется как тюркский безафиксный топоэтоним с древнерусской флексией им. пад. мн. ч. — ове).
- Що таке топоніміка (вступна лекція до спецкурсу з лінгвістичного краєзнавства) // Структура і функції ономастичних одиниць: Зб. наук. пр. — Донецьк, 1992. — С. 4-23.

1993
- Из истории русской эргонимии // Материалы к серии «Народы и культуры». — М., 1993. — Вып. XXV: Ономастика. Кн. І., ч. І: Имя и культура. — С. 110—123; Избранные труды по языкознанию. II. — Донецк, 1999. — С. 155—166; Труды по языкознанию. — Донецк, 2005. — С. 145—156.
- Из материалов к «Историко-этимологическому словарю географических названий юго-восточной Украины» // Тезисы докладов вузовской конференции профессорско-преподавательского состава по итогам научно-исследовательской работы: Гуманитарные науки: (Донецк, апр. 1993 г.). — Донецк, 1993. — С. 21-22. (Словарная статья о названии села Криворожье (Добропольский район Донецкой области Украины)).
- Історико-етимологічний словник географічних назв південно-східної України // Українознавство і гуманізація освіти: Тези доп. Всеукр. наук.-практ. конф., присвяч. 75-річчю Дніпропетров. держ. ун-ту. (Дніпропетровськ, 19-21 трав. 1993 р.): У 4 ч. — Д.: Вид-во ДДУ, 1993. — Ч. ІІІ. — С. 58-59. (Принципы построения словаря, структура словарной статьи).
- Коннотативные собственные имена греческого происхождения и их производные в русском языке (литературном и диалектном) // Грекославянское духовное единство. — Донецк, 1993. — С. 205—219. (О влиянии греческой культуры на ономастикон русского языка. Девятнадцать словарных статей о греческих собственных, развивших в русском языке референтные коннотации, и производные от этих коннотонимов (Алкид, Амфитрион, Аркадия, Афины и др.)).
- Материалы по микротопонимии села Ровеньки Ровеньковского района Белгородской области // Деревня центральной России: история и современность: Тез. докл. и сообщ. науч.-практ. конф. (Калуга, дек. 1993 г.). — М., 1993. — С. 79-80. (Полевые материалы, записанные во время топонимической экспедиции летом 1967 года (дополнение к ранее опубликованным материалам, см. выше № 166)).
- Названия водоемов (лимнонимы и гелонимы) юго-восточной Украины // Язык, стиль, культура: Сб. науч. тр. — Донецк, 1993. — С. 109—117. (Анализ названий непроточных вод Донецкой и Луганской областей).
- Номинационные процессы в русской эргонимии XX века (названия предприятий, акционерных обществ и фирм) // Актуальные вопросы теории языка и ономастической номинации: Сб. науч. тр. — Донецк, 1993. — С. 83-94. (Лексико-семантический и структурный анализ названий акционернопаевых и промышленных предприятий дореволюционной России и бывшего СССР).
- Пробные статьи к «Историко-этимологическому словарю географических названий Юго-Восточной Украины» / Е. С. Отин, Л. П. Борисова, К. В. Першина // Актуальные вопросы теории языка и ономастической номинации: Сб. науч. тр. — Донецк, 1993. — С. 94-107. (Четыре пробных статьи для словаря: Азовское море, Мариуполь, Саур-Могила и Старобешево).
- Секция ономастики в «Русской энциклопедии» // Материалы к серии «Народы и культуры». — М., 1993. — Вып. 25, кн. 1, ч. 1. — С. 68-73. (О задачах и планах секции ономастики в связи с развернувшейся в конце 80-х и в 90-е годы прошлого столетия работой над академическим проектом «Русская энциклопедия» (руководитель — академик О. Н. Трубачев)).
- Топонимия приазовских греков в «Историко-этимологическом словаре географических названий юго-восточной Украины»: (Пробные статьи) / Е. С. Отин, Л. П. Борисова, К. В. Першина // Донбасс и Приазовье: Проблемы социального, научного и духовного развития: Тез. докл. междунар. науч.-практ. конф. (Мариуполь, 26-27 мая 1993 г.). — Мариуполь, 1993. — С.140-142. (Пять пробных статей к «Историко-этимологическому словарю географических названий юго-восточной Украины»: Алчи-оба, Амал- оба, Ат-чапхан-оба, Балтамур и Гиишма).
- Топонімія і антропонімія Донбасу: Заключ. звіт про н.-д. роботу / Донец. держ. ун-т. — 92-1вв/39 ; № ГР иА01000878Р. — Донецьк, 1993. — 13 с.
- Южнославянские следы в топонимии юго-восточной Украины // Міжвузівська науково-практична конференція: Актуальні проблеми відродження мов і культур західних та південних слов’ян в Україні: Тези доп. і повідом: (Одеса, 14-15 трав. 1993 р.). — О., 1993. — С. 234—240. (О названиях южнославянского происхождения на территории бывшей Славяносербии (Депрерадовка, Сентяновка, Штеровка, Иллирия, Теричево, Башта, Сербна и др.)).

1994
- Домаха или Адомаха? // 340 років Переяславської ради: Міжнар. наук. конф.: Тези доп. конф. (Донецьк, 12-13 берез. 1994 р.). — Донецьк, 1994. — Вип.2. — С. 22-24. (О происхождении названия исторического центра Кальмиусской паланки Низового войска Запорожского).
- Дон и Донец // Восточноукраинский лингвистический сборник: Сб. науч. тр. — Донецк, 1994. — Вып.1. — С. 55-65; Труды по языкознанию. — Донецк, 2005. — С. 213—225. (Этимология и история гидронимов Дон и Донец, а также других названий этих рек).
- Елец // Русская ономастика и ономастика России: Словарь / Под ред. акад. РАН О. Н. Трубачева. — М., 1994. — С.63-65; Труды по языкознанию. — Донецк, 2005. — С. 210—211. (Происхождение названия города Елец (в Липецкой области России)).
- Жигули // Русская ономастика и ономастика России: Словарь / Под. ред. акад. РАН О. Н. Трубачева. — М., 1994. — С.74-76. (Этимология народно-разговорного названия Жигулевских гор на Волге).
- Иван // Русская ономастика и ономастика России: Словарь. /. Под. ред. акад. РАН О. Н. Трубачева. — М., 1994. — С. 85-90. (О созначениях антропонимов Иван, Иван Иванович, Иванович, Иван Иванович Иванов).
- Иванов // Русская ономастика и ономастика России: Словарь / Под. ред. академика РАН О. Н. Трубачева. — М., 1994. — С. 91-92. (О дополнительных значениях типичной русской фамилии Иванов).
- Иван-озеро // Русская ономастика и ономастика России: Словарь / Под. ред. акад. РАН О. Н. Трубачева. — М., 1994. — С. 92-94; Труды по языкознанию. — Донецк, 2005. — С. 211—213. (О происхождении лимнонима Иван-озеро (исток реки Шат, правого притока Упы, п.п. Оки)).
- Из материалов к Историко-этимологическому словарю географических названий Северного Приазовья (Северский Донец) // Летопись Донбасса: Краеведческий сб. — Донецк, 1994. — Вып. 2.: Юбилейный. — С. 115—119. (Словарная статья гидронима Северский Донец).
- Из материалов к словарю коннотативных онимов // Аспекты развития духовной культуры Западной Сибири. — Тюмень, 1994. — С. 139—141. (О референтных коннотациях топонима Сибирь).
- Из материалов по ономастике Чертковского района Ростовской области // Материалы для изучения сельских поселений России: Докл. и сообщ. третьей научно-практ. конф. «Центральночернозёмная деревня: история и современность»: (Воронеж, дек. 1994 г.). — М., 1994. — Ч. 1. Язык. Культура. — С. 144—147. (Материалы топонимической экспедиции в населенные пункты Чертковского района Ростовской области России (в верховье Белой Калитвы) и комментарий к ним).
- Историко-этимологический словарь топонимов юго-восточной Украины (принципы составления, пробные статьи) // Проблеми регіональної ономастики: Тези доп. і повідом. наук. семінару. — К., — С. 40-41. (О принципах составления и структуре историко-этимологического словаря; пробная словарная статья Донецк).
- Лебедянь // Русская ономастика и ономастика России: Словарь / Под. ред. акад. РАН О. Н. Трубачева. — М., 1994. — С. 117—118. (Происхождение гидронима Лебедянь и омонимичного названия Липецкой области России).
- Ливны // Русская ономастика и ономастика России: Словарь / Под. ред. акад. РАН О. Н. Трубачева. — М., 1994. — С. 118—120. (Этимология и история топонима Ливны (Орловская область России)).
- Лімнографічні терміни Ільмень та лиман у топонімії Східної України та Подоння (до питання про взаємопроникнення і взаємодію суміжних близькоспоріднених онімічних полів) // Питання історичної ономастики України. — К., 1994. — С. 53-63; Избранные работы. — Донецк, 1997. — С. 395—406. (Значения и географическое распространение лимнографических апеллятивов ильмень и лиман, отражение их в русской и украинской топонимиях (в бассейнах Дона и Оки, на Азово-Черноморском побережье)).
- Лингвокраеведческий спецкурс «Топонимия Донбасса» (его задачи и программа) // Краєзнавство в системі народної освіти: проблеми, пошуки, перспективи. — Слов’янськ, 1994. — С. 39-41. (О лингвокраеведческом потенциале топонимов Донбасса).
- Отконнотонимные производные в русском языке и их функции // Функціональна граматика: Тези доп. Міжнар. наук.-теор. конф. / Редкол.: Загнітко А. П. (відп. ред.) та ін.; АН України, Донец. держ.ун- т. — Донецьк, 1994. — С. 161—162. (Образование новых слов от собственных имен, получивших референтные коннотации).
- Потудань // Русская ономастика и ономастика России: Словарь / Под. ред. акад. РАН О. Н. Трубачева. — М., 1994. — С. 164—166. (Этимология названия правого притока Дона (в Воронежской и Белгородской областях России)).
- Русская ономастика в Русской энциклопедии // Русская ономастика и ономастика России: Словарь / Под. ред. акад. РАН О. Н. Трубачева. — М., 1994. — С.7-11. (Вводная статья к словарю, в которой обосновывается необходимость включения и толкования ономастического материала в национальную энциклопедию, определяются принципы отбора материала и способы его подачи в словарных статьях.
- Самара и Жигули // Рус. речь. — 1994. — № 5. — С.99-103; Избранные работы. — Донецк, 1997. — С.305-310. (Этимология топонимов Самара и Жигули).
- Северский Донец // Русская ономастика и ономастика России: Словарь / Под. ред. акад. РАН О. Н. Трубачева. — М., 1994. — С. 198—203. Происхождение названия Северский Донец (правый приток Дона).
- Таганрог // Русская ономастика и ономастика России: Словарь / Под ред. акад. РАН О. Н. Трубачева. — М., 1994. — С.215-218. (Этимология и история названия города Таганрог на северо-восточном побережье Азовского моря (Ростовская область России)).
- Топонімія як джерело вивчення історії заселення і мов народів південно-східної України : Заключ. звіт про н.-д. роботу / Донец. держ. ун-т. — 94-1вв /39 ; № ГР 0194Ш22703. — Донецьк, 1994. — 10 с.

1995
- Безаффиксная (абсолютная) трансонимизация с участием коннотативных онимов / Е. С. Отин, М. В. Яковенко // Тезисы докладов вузовской конференции профессорско-преподавательского состава по итогам научно-исследовательской и методической работы: (Донецк, апр. 1995 г.). — Донецк, 1995. — С.24. — (Филологические науки). (О переходе собственных имен одного класса в онимы другого класса без участия вторичных морфем при наличии промежуточного семантического звена — омонимичного коннотонима).
- Відродження історичних географічних назв — важливий фактор збереження етнічної свідомості приазовських греків // Формування громадської свідомості молоді: Тези і матер. Всеукр. нук.-практ. конф., присв. роковинам Олега Ольжича: (Донецьк, 24-25 лют. 1995 р.). — Донецьк, 1995. — С. 210—211. (Рассматриваются топонимические названия, создававшиеся приазовскими греками).
- Лексикографічний аспект вивчення регіональної ономастики України: Топонімічний та антропонімічний словники, «Червона книга географічних назв Донеччини»: Проміж. звіт про н.-д. роботу / Донец. держ. ун-т. — 95-1вв/39 ; № ГР 0195Ш19352. — Донецьк, 1995. — 10 с.
- О названии «Донецк», его предшественниках и топонимических родственниках // Рідний край: Історико.-краєзнав. альманах. — Донецьк, — № 1. — С. 159—165. (История названий города Донецка (Юзовка / Юзово; Сталин / Сталино; Донецк)).
- О своеобразии имен персонажей в романе Е. Замятина «Мы» / Н. В. Максимова, Е. С. Отин // Тезисы докладов вузовской конференции профессорско-преподавательского состава по итогам научноисследовательской и методической работы: (Донецк, апр. 1995 г.). — Донецк, 1995. — С.17. — (Филологические науки). (О звукобуквенно-нумеративных поэтонимах в романе-утопии Е. Замятина «Мы»).
- Типы деонимных реконструкций // Реконструктивні можливості ономастики: Тези доп. і повідом. наук. семінару (Київ, 1995 р.). — К., 1995. — С. 37-39. (Рассматривается семь направлений отонимных реконструкций: оним > утраченный апеллятив (самая распространенная); оним > этноним; оним2 > оним]; оним > коннотоним; оним > ситуация его возникновения; оним > утраченное или изменившееся значение лежащего в его основе апеллятива).
- Топонимы Донбасса // Логос. — 1995. — № 57, дек. (О происхождении нескольких географических названий приазовских греков).
- Les noms propres d’origine frarnaise dans la connotonymie de la langue russe // ІІ Міжнародна конференція «Франція та Україна, науково- практичний досвід у контексті діалогу національних культур», (22-25 трав.): Тези доп.- Д., 1995. — Ч. 1. — С. 65. (О коннотонимах русского языка, развившихся на базе онимных галлицизмов).

1996
- Вторинна топонімізація конотативних географічних назв // Лінгвістичні студії: Зб. наук. пр. — Донецьк, 1996. — Вип. 2. — С. 218—232; Избранные работы. — Донецк, 1997. — С. 219—234. (Анализируются случаи проникновения в микротопонимию коннотативных топонимов, участвующих в процессах вторичной номинации (Камчатка, Сахалин, Шанхай и др.)).
- Географические имена приазовских греков на земельных планах конца XIX — начала XX веков // Україна-Греція: досвід дружніх зв’язків та перспективи співробітництва: Тези міжнар. науково-практ. конф.: (Маріуполь,1995 г.) — Маріуполь, 1996. — С. 148—151. (Об отражении в письменных источниках топонимии, создававшейся приазовскими греками).
- Из коннотационного словаря русских онимов (буква Ф) // Восточноукраинский лингвистический сборник: Сб. науч. тр. — Донецк, 1996. — Вып. 2. — С. 112—124. (23 пробных статьи для словаря коннотонимов на букву Ф (Фалалей, Фан Фаныч, Фатюй, Федора, Фефёла, Филофей, Фофан и др.)).
- Из ономастических материалов к «Русской энциклопедии» (Белгород, Мценск) // XVIII век: язык, жанр, стих: Сб. ст. — Донецк, 1966. — С. 91-95; Избранные работы. — Донецк, 1997. — С. 311—317. (Происхождение и история южнорусских ойконимов Белгород и Мценск).
- Лексикографічний аспект вивчення ономастики (конотаційні словники власних імен в українській та російській мовах: Звіт про НДР (заключ.) / Керівник НДР Є. Отін. — 96-1вв/78; № ГР 0196Ш13133. — Донецк, 1996. — 9 с.
- Лексикографічний аспект вивчення регіональної ономастики України: Звіт про НДР (заключ.) / Керівник НДР Є. Отін. — 95-1вв/39; № ГР 0195Ш19352. — Донецк, 1996. — 12 с.
- О происхождении фамилии Отин (к вопросу о мотивационной многоплановости некоторых фамилий) // Восточноукраинский лингвистический сборник: Сб. науч. тр. — Донецк, 1996. — Вып. 2. — С. 84-88; Избранные работы. — Донецк, 1997. — С. 319—325. (Предложены три гипотезы о происхождении этой редкой фамилии (главная — от одного из вариантов русского именования удмуртов — отин; ср. другие: вотин, отяк, вотяк); возможность её мотивационной многоплановости.
- О топониме Шевалда // Восточноукраинский лингвистический сборник: Сб. науч. тр. — Донецк, 1996. — Вып.2. — С. 66-67; Труды по языкознанию. — Донецк, 2005. — С.276-277. (Этимология гидронима Шевалда (в бассейне Казенного Торца, п.п. Донца; восточнее Краматорска) — от антропонима Шабалда / Шавалда прозвищного происхождения)).
- Об «Уотергейте» и прочих «-гейтах» // Русская речь. — 1996. — № 5. — С. 109—115; Избранные работы. — Донецк, 2005. — С. 111—117. (О хронониме Уотергейт, его коннотациях и многочисленных производных; типы отконнотонимных производных).
- Обоянь // Восточноукраинский лингвистический сборник: Сб. науч. тр. — Донецк, 1996. — Вып. 2. — С. 107—108; Труды по языкознанию. — Донецк, 2005. — С. 245—247. (Этимология названия районного центра Курской области России).
- Ряжск или Рясск? // Рус. речь. — 1996. — № 2. — С.84-91; Избранные труды по языкознанию. II. — Донецк, 1999. — С. 202—209; Труды по языкознанию. — Донецк, 2005. — С. 192—199. (О происхождении гидронима Ряса и связанного с ним ойконима. Вопрос о восстановлении исторически правильной формы названия селения Рясск).
- Семантическое и словообразовательное освоение в русском языке имен персонажей западноевропейской литературы (из словаря собственных имен, развивших референтные коннотации) // Античность — XX век: Проблемы изучения литературы и языка. — Донецк, 1996. — С. 172—186. (Несколько статей из словаря коннотативных собственных имен, в которых раскрывается смысловая структура 14 литературных антропонимов (поэтонимов), проникших в русский язык из произведений западноевропейских авторов: Альфонс, Гаврош, Вергилий, Гамлет, Гулливер, Дон-Жуан, Дон-Кихот, Дульцинея, Мальвина, Робинзон, Селадон, Тартюф, Ромео).

1997
- Из истории названий рек Донецкого края // Восточноукраинский лингвистический сборник: Сб. науч. тр. — Донецк, 1997. — Вып.3. — С.78-85; Летопись Донбасса. — Донецк, 1997. — Вып.4-5, Ч.1. — С.14-21. (О названиях рек Бахмут, Жеребец и Булавинка (бассейн Северского Донца)).
- Из материалов к словарю «Топонимия населенных пунктов, основанных приазовскими греками» / Е. С. Отин, Л. П. Борисова // Матеріали вузівської наукової конференції професорсько-викладацького складу за підсумками науково-дослідницької роботи: (Донецьк, квіт. 1997 р.). — Донецьк, 1997. — С. 168—173. — (Філологічні науки). (Две пробные статьи, посвящённые ойкониму Красная Поляна и гидрониму Мокрые Ялы (Донецкая область)).
- Из материалов по ономастике Ростовской области (бассейна Северского Донца и Белой Калитвы) // Материалы для изучения селений России. Доклады и сообщения шестой российской научнопрактической конференции «Российская деревня: история и современность». (Нижний Новгород, нояб. 1997 г.) — Ч. ІІ.: Язык российской деревни. Говоры. Ономастика. — М., 1997. — С. 126—133. (Полевые записи топонимов, сделанные во время диалектологотопонимических экспедиций студентов Донецкого университета в населенные пункты Ростовской области России, которыми руководил Е. С. Отин).
- Из словаря коннотативных онимов и отконнотонимных апеллятивов // Ономастика та етимологія: Зб. наук. тв. на честь 65-річчя I. М. Желєзняк. — К., 1997. — С. 171—186.; Лінгвістичні студії. — Донецьк, 1997. — Вип. 3. — С. 159—174. (Что такое коннотативный оним, или коннотоним. Несколько словарных статей из словаря коннотативных онимов и их производных: Акулина, Акулька, Аника, Аред, Афоня, Ахреян, Гамаюн, Гоморра, Додон, Евпол, Езоп/Эзоп, Макар, Петрушка, Хавронья).
- Із словника онімів та отконнотонімних апелятивів // Ономастика та етимологія: Зб. наук. пр. — К., 1997. — С. 171—186.
- Из топонимии Славянского района (несколько пробных статей к «Историко-этимологическому словарю топонимов юго-восточной Украины») // Слово и время: Сб. научно-метод. ст. в честь профессора О. Е. Ольшанского. — Славянск, 1997. — С. 41-59. (Объяснение происхождения географических названий, относящихся к территории Славянского района Донецкой области Украины (Банное, Красногорка, Красный Торец, Славянск, Пришиб, Святые горы, Краматорск, Тор, Маяки и др.).
- Новые материалы по топонимии приазовских греков // Восточноукраинский лингвистический сборник: Сб. науч. ст. — Донецк, 1996. — Вып. 3. — С. 86-94. (Анализируются происхождение и структура 32 топонимов (Бахча Папу Тарама, Зепир, Зор-Кутак, Сульмен Ольген, Хасар и др.) на планах земельных участков конца XIX — начала XX вв.).
- «Ю-90 на коленях у Я-13» («звукобуквенные» антропонимы в романе Е. Замятина «Мы») / Н. В. Максимова, Е. С. Отин // Литературное произведение: Слово и бытие: К 60-летию М. М. Гиршмана. — Донецк, 1996. — С.279-288; Избранные работы. — Донецк, 1997. — С. 327—336. (О звукобуквенный, цифровых и других поэтонимах романа-утопии Е. Замятина «Мы»).
- Ономастикон (топонімія і антропонімія) приазовських греків : походження, історія розвитку, сучасний стан: Звіт з НИР (проміж.) / Керівник Є. Отін. — 97-1вв/39 ; № ГР 0197Ш00936. — Донецьк, 1997. — 12 с.
- Саур-Могила // Рідний край: Історико-краєзнавчий альманах. 2-3. — Донецьк, 1997. — Ч. ІІ. — С. 64-69; Избранные работы. — Донецк, 1997. — С. 421—427. (Этимология оронима Саур-Могила (Северное Приазовье)).
- Топонимия старого Мариуполя и его окрестностей (из материалов «Историко-этимологического словаря юго-восточной Украины») / Е. С. Отин, Л. П. Борисова // Восточноукраинский лингвистический сборник: Сб. науч. тр. — Донецк, 1997. — Вып.3. — С.65-77 Пятьдесят пять словарных статей, в которых объясняются названия улиц и частей Мариуполя XVIII—XIX вв., а также некоторые географические названия территориально близких объектов (Бахчисарай, Гамбургский спуск, Карасевка, Кефе, Ковш и др.).

1998
- Коннотативные онимы Пушкин и Болдинская осень в современной русской речи // А. С. Пушкин: филологические и культурологические проблемы изучения: Матер. междунар. науч. конф.: (Донецк, 28-31 окт. 1998 г.). — Донецк, 1998. — С. 185—187. (О созначениях антропонима Пушкин и хрононима Болдинская осень/Болдино в современной разговорной речи и литературном языке).
- Ономастикон (топонімія і антропонімія) приазовських греків: походження, історія розвитку, сучасний стан: Звіт про н. -д. роботу (проміж.) / Кер. Є. Отін. — 97-1вв/39 ; № ГР 0197Ш00936. — Донецьк, 1997. — 12 с.
- Стилистические функции собственных имен в рассказах В. М. Гаршина / Е. С. Отин, Н. В. Максимова // Восточноукраинский лингвистический сборник: Сб. науч. тр. — Донецк, 1998. — Вып.4. — С. 156—164; Избранные труды по языкознанию. II. — Донецк, 1999. — С. 145—154. (Стилистические функции имен персонажей в рассказах В. М. Гаршина «Четыре дня», «Из воспоминаний рядового Иванова» и «Ліїаїєа ргіпеєр8»).
- Четыре этимологии (из материалов к словарю приазовской топонимии) / Е. С. Отин, Л. П. Борисова // Вісник Донецького університету. — 1998. — № 1. — С. 120—130. — (Сер. Б. Гуманітарні науки); Труды по языкознанию. — Донецк, 2005. — С. 278—292. (Этимологии приазовских гидронимов Балтамур, Нетриус, Бык, Клебан-Бык).

1999
- Конотативні топоніми // Ономастика Полісся. — К., 1999. — С. 77-91. (О коннотативных топонимах, участвующих в актах вторичной номинации географических объектов, типа Камчатка і > узуальный коннотоним Камчатка > Камчатка 2 (вторично топонимизированный коннотативный топоним).
- Коннотативные топонимы с созначениями ‘далекая окраина’, ‘провинциальное захолустье’ и их производные в русском языке (фрагменты коннотационного словаря русских онимов) // Слово и мысль: Вестник Донецкого отделения Петровской академии наук и искусств. — Донецк, 1999. — Вып. 1 — С. 98-105. — (Гуманитарные науки). (Пробные словарные статьи: Васюки, Конотоп, Криворожье, Миргород, Пошехонье, Тмутаракань, Урюпинск и Хацапетовка).
- Ономастикон (топонімія і антропонімія) приазовських греків: походження, історія розвитку, сучасний стан: Звіт про н.-д. роботу (заключ.) / Кер. Є. Отін. — 97-1вв/39 ; № ГР 0197Ш00936. — Донецьк, — 13 с.
- Собственные имена и их стилистические функции в рассказах В. М. Гаршина / Н. В. Максимова, Е. С. Отин // Vsevolod Garchin at the turn of century. An international simpozium in three volumes. — Glasgow: Northgate Press, 1999. — I. — P. 213—222.
- Топонимия Каменных Могил // Восточноукраинский лингвистический сборник: Сб. науч. тр. — Донецк, 1999. — Вып. 5. — С. 23-28. (Происхождение оронимов и гидронимов, связанных с урочищем Каменные могилы на границе Донецкой и Запорожской областей: Бесташ, Каратыш, Карачук).
- Топонимия селений в бассейне реки Кундрючьей (Красносулинский, Белокалитвенный и Усть-Донецкий районы Ростовской обл.) // Сельская Россия: прошлое и настоящее: Докл. и сообщения седьмой Российской научно-практ. конф.: (Тула, нояб. 1999 г.). — М., 1999. — С. 237—239. (Полевые материалы, собранные летом 1968 г. во время диалектологотопонимической экспедиции, которой руководил автор).

#### 2000-е годы
2000
- Из заметок к лекциям по топонимике // Восточноукраинский лингвистический сборник: Сб. науч. тр. — Донецк, 2000. — Вып. 6. — С. 37-54; Труды по языкознанию. — Донецк, 2005. — С. 316—339. (О типах референтных основ географических названий; деэтиологизация и деэтимологизация, реэтиологизация и реэтимологизация; коннотативные онимы; трансонимизация, её виды; топонимические гипокористики и др.).
- Материалы к словарю коннотативных собственных имен (буква А) // Восточноукраинский лингвистический сборник: Сб. науч. тр. — Донецк, — Вып.6. — С. 108—151. (Шестьдесят одна пробная статья на букву А (среди них: Агафон, Азия, Аристарх, Аркадия, Ахреян и др.)).
- Типология коннотативных онимов и их производных // Українська пропріальна лексика. — К., 2000. — С. 122—128. (Классификация семантически обогащенных онимов и их дериватов).
- Топонимия приазовских греков: (ист.-этимол. слов. геогр. назв.): Словарь / Е. С. Отин ; Донецкий гос. ун-т ; Мариупольский гуманит. инт. — Донецк: ДонГУ; Мариуполь, 2000. — 195 с. (Происхождение и история географических имен приазовских греков-урумов и румеев, переселившихся в Северное Приазовье из Крыма в 70-е годы XVIII — начале XIX вв.).

2001
- Домаха или Адомаха (из исторической топонимии Северного Приазовья) // Восточноукраинский лингвистический сборник: Сб. науч. тр. — Донецк, 2001. — Вып.7. — С.208-212; Труды по языкознанию — Донецк, 2005. — С. 298—302. (О названии исторического центра Кальмиусской паланки низового Войска Запорожского (находилось в приморской части современного г. Мариуполя)).
- Из словаря коннотативных собственных имен (коннотонимов): словарные статьи на букву Б // Филологические исследования: Сб. науч. ст. — Донецк:, 2001. — Вып. 3. — С. 283—306. (Семнадцать пробных статей на букву Б (среди них Барбос, Болдинская осень, Бонапарт, Бродвей, Буратино и др.)).
- Материалы к словарю коннотативных собственных имен (буквы И, К, Л) // Восточноукраинский лингвистический сборник: Сб. науч. тр. — Донецк, 2001. — Вып. 7. — С. 119—207. (Пятьдесят девять пробных словарных статей (Иван, Иванов, Иуда, Камчатка, Клондайк, Личарда и др.)).
- О содержании и структуре словарной статьи в «Словаре коннотативных собственных имен в русском языке» // Праці наукової конференції Донецького національного університету за підсумками науково-дослідної роботи за період 1999—2000 рр.: Зб. наук. пр. — Донецк, 2001. — С. 5-6. (Основные сведения о содержании и структуре словарной статьи.
- Словарь коннотативных собственных имен в русском языке (общая характеристика и словарные статьи на букву В) // Слово и мысль: Вестник Донец. отд-ния Петровской акад. наук и искусств. — Донецк: Изд-во ДоНУ, 2001. — Вып. 2. — С.32-78. — (Гуманитарные науки). (Описание словаря и тридцать три пробных словарных статьи на букву В (Вавила, Вавилон, Ванька, Ваня, Вася, «Вишневый сад» и др.)).
- Юзовка (Юзово) — Сталино — Донецк (историко-лингвистический этюд) // Вісник Луганського пед. ун-ту. — 2001. — № 10 (42). — С. 102—106. (О возникновении и смене названий города Донецка, областного центра Украины).
- О содержании и структуре словарной статьи в «Словаре коннотативных собственных имен в русском языке» // Праці наукової конференції ДонНУ за підсумками науково-дослідницької роботи за період 1999—2000 рр.: Зб. наук. пр. — Донецьк, 2001. — С. 5-6. (Основные сведения о структурно-содержательных элементах словарной статьи).

2002
- Актуальні проблеми сучасної ономастичної лексикології та лексикографії: Словник ономаст. метафор: Звіт про наук.-дослід. роботу (заключ.) / Кер. НДР Є. С. Отін. — 00-1вв/39 ; № ГР 0100Ш05079. — Донецьк, 2002. — 18 с.
- Из словаря коннотативных онимов (буквы М, У) // Восточноукраинский лингвистический сборник: Сб. науч. тр. — Донецк, — Вып. 8. — С. 131—189. (60 пробных статей на букву М и одна на У (Уотергейт)).
- Коннотативные онимы в русском языке (фрагмент словаря: буквы Ж, З) // Ьіп§уів1:іса БІауіса. Ювілейний збірник на пошану Ірини Михайлівни Желєзняк. — К., 2002. — С. 116—127. (Тринадцать пробных статей (Жорж, Жоржик, Жорик, Жучка, Золушка и др.)).
- Топонимия приазовских греков: Историко-этимологический словарь географических названий. — Изд. 2-е, испр. и доп. — Донецк, 2002. — 212 с. (Во втором издании словаря — 539 статей, содержащих историкоэтимологический анализ географических имен греков-таврорумеев и урумов, переселившихся в Северное Приазовье из Крыма в конце XVIII в.).

2003
- Вопросы исторической ономастики Северного Приазовья // Степи Европы в эпоху Средневековья: Сб. науч. работ. — Донецк, 2003. — Т.3: Половецко-золотоордынское время. — С.405-430. (Перепечатка (в переводе на русский язык и с некоторыми изменениями) разделов авторской монографии «Гідроніми Східної України» (1977; гидронимы Каяла и Калка), коллективной монографии «Ономастика України першого тисячоліття нашої ери» (1992; о форме тарголове в Ипатьевской летописи) и статьи «Топонимический аспект одного события древнерусской истории», напечатанной ранее в журнале «Мовознавство» (1976, № 4)).
- Из словаря коннотативных онимов и их производных (буквы Р и С) // Слово и мысль: Вестн. Донецкого отд-ния Петровской акад. наук и искусств: Сб. науч. тр. — Донецк, 2003. — Вып.3. — С. 120—156. — (Гуманитарные науки).
- Коннотативные онимы и их производные в историко-этимологическом словаре русского языка // Вопр. языкознания. — 2003. — № 2. — С. 55-72; Труды по языкознанию. — Донецк, 2005. — С. 361—389. (Природа коннотативных онимов. Их разряды. Отконнотонимные апеллятивы (деконнотативы), их место в историко-этимологическом словаре русского языка. Новые этимологии).
- О новом типе ономастического словаря — коннотативных собственных имен и их производных // Русское слово в мировой культуре: Материалы Х Конгресса Междунар. ассоциации препод. рус. яз. и лит.: (Санкт-Петербург, 30 июня-5 июля 2003 г.). Русский текст и дискурс сегодня. — СПб., 2003. — С. 457—460. (О принципах построения ономастического словаря нового типа — коннотативных онимов).

2004
- Словарь коннотативных собственных имен. — Донецк: Юго-Восток, ЛТД, 2004. — 412 с. — переиздание, 2006. — 440 с. (Первое в ономастической лексикографии собрание собственных имен различных разрядов, развивших дополнительные созначения (референтные коннотации)).
- Топонимия приазовских греков: (ист.-этимол. слов. геогр. назв.): [Словарь: 539 ст.]. — Донецк: Юго-Восток; Мариуполь, 2004. — 335 с. (Историко-этимологический анализ географических названий греков-таврорумеев и урумов, переселившихся в Северное Приазовье из Крыма в конце 70-х годов XVII века).

2005
- 300. Из материалов к историко-этимологическому словарю жаргонных слов и выражений / Е. С. Отин, Л. П. Борисова // Студії з ономастики та етимології. — К., 2005. (Происхождение жаргонизмов амбал, асей, лабуда, лахудра).
- 301. Из историко-этимологического словаря жаргонных слов и выражений // Грани слова: Сб. науч. ст. к 65-летию проф. В. М. Мокиенко. — М., 2005. — С. 652—670. (О происхождении жаргонизмов: базар, базарить; базлать / базланить; ботан, ботаник, бо́тать; буха́ть; верзо́, верзо́ха / верзу́ха / варзо́ха / варзу́ха, ве́рзить; ла́бух; мент; му́сор; чува́к, чуви́ха и др.)
- 302. Из материалов к историко-этимологическому словарю жаргонных слов и выражений (бадяга / бодяга, шуры-муры, шерочка с машерочкой, шнырь, шмотки, камса / комса) // Вісник Донецького інституту соціальної освіти. — Донецьк, 2005. — Вип.1. — С. 32-39. (Устанавливается происхождение жаргонизмов и производных от них слов, которые получили распространение и в современной русской речи).
- 303. Труды по языкознанию — Донецк: Юго-Восток, 2005. — 480 с. (В книгу вошли статьи и разделы монографий автора, в которых исследуются история и этимология слов, проблема русской и украинской ономастики).

2006
- 304. Все менты — мои кенты: (Как образуются жаргонные слова и выражения). — М.: ООО «Издательство ЭЛПИС», 2006. — 384 с. (Книга содержит более 70 историко-этимологических очерков, посвящённых значительному количеству жаргонных слов и выражений, не имеющих пока этимологий или сколько-нибудь удовлетворительных научных объяснений (амбал, базарить, за бугром, заначка, клевый, лажовый, лох, мент, на фиг, понт, стрема, типа, чмо, шестерка и др.)).
- 305. Из истории жаргонных слов: мент, пацан // На терені юридичної і філологічної наук: Зб. наук. пр., присв. 50-річчю від дня народ. і 25-річчю наук.-пед. діял. проф. Ю. Ф. Прадіда. — Сімферополь, 2006. — С. 232—239.
- 306. Словарь коннотативных собственных имен. — М.; Донецк.: ООО «А Темп», 2006. — 440 с. (Первое в славянской лексикографии собрание онимов различных разрядов, функционирующих в речи и как обычные собственные имена, и как проприальные единицы, развившие дополнительные созначения (коннотации)).
- 307. Словарь коннотонимов русского языка: Опыт работы, перспективы расширения и совершенствования // Λoγoς òυoμαστιή. — 2006. — № 1. — С. 66-71.

2007
- 308. Отин Е. С. Гидронимия бассейна реки Битюг / Е. С. Отин // Восточноукраинский лингвистический сборник. — Вип. 11. — Донецк : Юго-Восток, 2007. — С. 69—96.
- 309. Отин Е. С. Материалы к изучению топонимии Святогорья (фрагмент каталога «Гидронимия Дона») / Е. С. Отин // Λoγoς òυoμαστιή. — 2007. — № 2. — С. 43—48.

2008
- 310. Отин Е. С. Коннотативные депоэтонимы: условия их появления, смысловая структура и разновидности / Е. С. Отин // Антология поэтонимологической мысли. — Донецк, 2008. — Т. 1. — С. 346—354.

2009
- 311. Отин Е. С. Гидронимия Дона ниже устья реки Тузлов, его дельта и гирла / Е. С. Отин // Восточноукраинский лингвистический сборник. — Вип. 13. — Донецк: Юго-Восток, 2009. — С. 125—155.
- 312. Отин Е. С. Из новых материалов к словарю сленгонимов Юго-Восточной Украины / Е. С. Отин // Філологічні дослідження. Зб. наук. пр. з нагоди 80-річчя члена-кор. НАН України, д.ф.н., проф. Ю. О. Карпенка ; Одеський національний університет ім. І.І. Мечнікова. — Одеса, 2009. — С. 158—162.
- 313. Отин Е. С. Из материалов к Словарю жаргонных собственных имен Юго-Восточной Украины / Е. С. Отин // Наше слово. К 80-летию профессора В. Д. Бондалетова. — М.: ООО Изд-во «Элпис», 2009. — С. 100—169.
- 314. Отин Е. С. Сленговые собственные имена в онимном пространстве современного русского языка / Е. С. Отин // Логос ономастики. — № 1 (3). — Донецк. — 2009. — С. 59—63.

#### 2010-е годы
2011
- 315. Отин Е. С. Из словаря коннотативных собственных имён // Образ мира в зеркале языка. — М.: Флинта, 2011. — Вып. 1. — С. 129—139.
- 316. Отин Е. С. К этимологии слова разгильдяй // «Оправданию филологии», или Вариации на тему общего дела. — Донецк, 2011. — С. 7—10.

2012
- 317. Отин Е. С. Заметки по топонимии бассейна реки Дон // Логос ономастики. — 2012. — № 1 (4) — С. 25—27.
- Отин Е. С. Гидронимия Дона : в 2 т. Т. 2 : Нижний Дон. — Донецк, 2012. — 792 с.
- Отин Е. С. Гидронимия Северного Приазовья. — Донецк, 2012. — 180 с.

2013
- Отин Е. С. О принципах составления гидронимических каталогов современного типа // Матеріали наукової конференції Донецького національного університету за підсумками науково-дослідницької роботи за період 2011–2012 рр. Т. 2. / під. ред. Р. Ф . Гринюка, С. В. Беспалової. — Донецьк, 2013. — С. 210.
- Отин Е. С. Сборник упражнений к спецкурсу по ономастике. — Донецк, 2013. — 55 с.
- Отин Е. С. Топонимия Донетчины. — Донецк, 2013. — 118 с.

2014
- Отин Е. С. Частотный словарь «Жития протопопа Аввакума». – Киев: Издательский дом Дмитрия Бураго, 2014. – 204 с.
- Отин Е. С. Ономастические мелочи // Логос ономастики. — 2013. — № 5. — С. 84–112.
- Отин Е. С. Происхождение географических названий Донбасса. — Донецк, 2014. — 119 с.
- Отин Е. С. Сборник упражнений к спецкурсу по ономастике. — Донецк, 2014. — 99 с.

2015
- Отин Е. С. Камо грядеши, Донецкая ономастическая школа? // Имя собственное в жизни и литературе: Материалы IX Международных Святогорских ономастических и IX Международных Михайловских литературно-ономастических чтений / Редколлегия: В. М. Калинкин (отв. ред.) и др. — Донецк, 2015. — 358 с.

### Редакторская деятельность
- Міжетнічні зв’язки в українській антропонімії XVII ст : («Реєстри всього Війська Запорозького» 1649 р. i мов.-терит. контакти) / Непокупний А. П., Отін Є.С., Горська Є.В. та iн.; АН УРСР. Iн-т мовознавства iм. О. О. Потебні, Укр. ономатист. коміс. — К.: Наук. думка, 1989. — 150 с.
- Актуальные вопросы теории языка и ономастической номинации: Сб. науч. тр. / Донец. гос. ун-т; Сост.: Е. С. Отин (науч. ред.) и др. — Донецк: ДонГУ, 1993. — 186 с.
- Проблемы словообразования русского и украинского языков: Сб. ст. / Редкол.: Е. С. Отин (отв. ред.) и др. — К.: Вища шк.; Донецк, 1976. — 176 с.
- Восточноукраинский лингвистический сборник: Сб. науч. тр. / [Редкол.: Е. С. Отин (отв. ред.) и др.]. — 1994. — Донецк: Донеччина.
- Проблемы функционального и структурного анализа языка: Сб. ст. / Донец. гос. ун-т. — Донецк, 1994. — 175 с.
- Тезисы докладов научной конференции профессорско-преподавательского состава Донецкого гос. ун-та: филологические науки (Донецк, апр. 1995 г.) / ДонГУ; Редкол.: В. Д. Калиущенко, Е. С. Отин (отв. ред.) и др. — Донецк: ДонГУ, 1995. — 173 с.
- Вісник Донецького університету / Голов. ред. В. П. Шевченко; Редкол.: Є.С.Отін (відповід. ред.), П. В. Добров (заступн. відповід. ред.). Сер. Б. Гуманітарні науки. — 1997. — Донецьк: ДонНУ.
- Матеріали вузівської наукової конференції професорсько-викладацького складу за підсумками науково-дослідної роботи: філологічнi науки (Донецьк, квіт. 1997 р.) / Донецьк. держ. ун-т; Редкол.: Отін Є. С. (відп. ред.) та iн. — Донецьк, 1997. — 215 с. : табл. [Присвяч. 60-річчю ДонДУ].
- Калинкин В. М. Поэтика онима / [Отв. ред. Е. С. Отин]; Донец. гос. ун-т. — Донецк, 1999. — 408 с.
- Калинкин В. М. Теория и практика лексикографии поэтонимов (на материале творчества А. С. Пушкина) / Донец. гос. ун-т; [Отв. ред. Е. С. Отин]. — Донецк: Юго-Восток, 1999. — 245 с.
- Филологические исследования: Сб. науч. ст. / Редкол.: Отин Е. С. (отв. ред.) и др. — 2000. — Донецк: Юго-Восток.
- Філологічний збірник : Зб. наук. пр. / Редкол.: Є. С. Отін (відп. ред.) та ін. — 2000. — Донецьк: ДонНУ.
- Русистика: Сб. науч. тр. / Киев. нац. ун-т; Ассоц. препод. рус. яз. и лит.; Моск. гос. ун-т; Гл. ред. Л. А. Кудрявцева; Редкол.: … Е. С. Отин и др. — 2001. — К.
- Слово и мысль: Вестник Донец. отд-ния Петр. акад. наук и искусств / Редкол.: А. А. Минаев (гл. ред.) и др. — Донецк: ДонНУ, 2001. — Вып. 2 / Отв. ред. Е. С. Отин. — 130 с.
- Функціонально-комунікативні аспекти граматики і тексту: Зб. наук. пр., присвяч. ювілею… Загнітка Анатолія Панасовича / Редкол.: І. Вихованець, Є. Отін; Ред. М. Луценко та ін. — Донецьк: ДонНУ, 2004. — 346 с.
- Opera onomastica / Гл. ред.: Е. С. Отин. — 2006. — Донецк.